# 2022年2月苏州市2019冠状病毒病聚集性疫情
2022年2月苏州市2019冠状病毒病聚集性疫情（官方称2·13疫情）是指自2022年2月13日起，在中华人民共和国江苏省苏州市爆发的2019冠状病毒病本土聚集性疫情。2022年2月13日，苏州市在发热门诊就诊患者和“愿检尽检”人员中发现4例核酸检测为阳性的人员。截止14日11时共计发现确诊病例7例，无症状感染者1例，所有病例均在苏州市工业园区工作或为工作人员的家人、月嫂。之后发现的大多数患者在苏州工业园区工作或居住，苏州工业园区为本轮疫情的中心。15日在无锡市、南通市发现关联感染者。本轮疫情经证实为奥密克戎变异株引发，但与此前2月10日苏州报告的1例无症状感染者之间关联的可能性低。截至2022年3月8日24时，本轮疫情共发现162例阳性感染者，其中苏州累计发现147例（确诊病例118例，无症状感染者29例），累计出院病例83例，解除医学观察的无症状感染者19例。
此轮疫情发生后，苏州工业园区各级机关进入战时状态，在全区范围内启动全员核酸检测；其他县级行政区亦开展区域全员核酸检测。同时对离开苏州的人员加强管控。2月23日，国家卫健委主任马晓伟在当日召开的全国防疫工作视频会上表示，本轮疫情已得到基本控制。3月8日，苏州市全域均为低风险地区，中风险地区清零，本轮疫情处置已基本结束。

## 背景
苏州市位于江苏省东南部，毗邻上海市、浙江省嘉兴市、湖州市和江苏省无锡市、南通市（隔长江相望），经济发达，同时为重要的外贸型城市。2021年，苏州市外贸进出口25332亿元（人民币，下同），出口位列全国大中城市第三位、进出口列第四位。本轮疫情的中心苏州工业园区的GDP总额占苏州全市的七分之一，2021年实现地区生产总值3330.26亿元；外贸进出口值约合人民币7232.5亿元，分别占苏州市和江苏省进出口总值的28.6%和13.9%，其中机电产品进出口占园区外贸总值的89.1%，集成电路进出口总值占园区外贸总值的48.1%，为推动园区进出口增长的主要因素。截至2月12日，苏州独墅湖科教创新区内的153家规模以上工业企业以及高端制造与国际贸易区的450余家规模以上工业企业已全部复工复产。本轮疫情发生时，正值春节假期后返苏复工的集中期。早在1月20日，苏州市新冠肺炎疫情联防联控指挥部办公室发布疫情防控重要工作提示，要求所有省外来（返）苏州人员，需持健康码绿码和48小时内核酸检测阴性证明，无48小时核酸检测阴性证明的，应立即向所在社区（村）、单位或入住酒店报备，在抵苏州24小时内就近采样检测。
2021年1月开始，苏州各地按照进口物品相关疫情防控工作指南开展工作。而在苏州，进口物品外包装检出阳性的情况时有发生，相关部门按规定进行消杀，接触过的工作人员也按规定进行了核酸检测和健康管理。早前在2022年2月10日，苏州市发现一例无症状感染者，该感染者在企业例行核酸检测中发现。2月16日，苏州市疾控中心副主任张钧表示，本轮疫情与2月10日报告的1例无症状感染者之间基因组同源性较低，是两起独立的疫情，无关联性。2月17日，苏州市政府常务副市长顾海东表示，苏州已组建流调溯源工作组。但源头查找非常复杂，仍在全力溯源中。

## 确诊时序

### 苏州市
2022年2月13日晚，苏州市在发热门诊就诊患者和“愿检尽检”人员中，有4人核酸检测初筛及复核结果均呈阳性。2月14日，苏州市召开疫情防控发布会上通报，截至当日11时，苏州市报告阳性感染者8例，其中7例为确诊病例，1例为无症状感染者。根据官方发布的通告，其中一名确诊者是3月龄的女婴，另外一名确诊者曾于2月6日自驾至海宁市探亲聚餐。2月14日11时至24时，新增确诊病例1例，无症状感染者3例。2月15日，新增确诊病例18例，无症状感染者1例。2月16日，新增新冠肺炎确诊病例16例，无症状感染者6例。2月17日，新增确诊病例4例，无症状感染者10例。2月18日，新增确诊病例19例（含6例无症状感染者转为确诊病例），无症状感染者7例。2月19日，新增确诊病例16例，无新增无症状感染者。2月20日，新增确诊病例10例，新增无症状感染者1例。2月21日，新增确诊病例10例（含1例无症状感染者转为确诊病例），新增无症状感染者2例。2月22日，新增确诊病例2例，无症状感染者1例。2月23日，新增确诊病例3例，无症状感染者5例。2月24日，新增确诊病例2例，均在隔离管控人员筛查中发现。2月25日，新增确诊病例4例（其中3例来自集中隔离点，1例无症状感染者转为确诊病例，均在市定点医疗机构隔离治疗）。2月26日，新增确诊病例2例(均来自集中隔离点)。2月27日，无新增确诊病例及本土无症状感染者，是本轮疫情以来首次无感染者报告。2月28日0时至7时，在重点人群核酸检测中有2人核酸检测初筛及复核结果呈阳性。2月28日0时至24时，新增确诊病例3例(均来自集中隔离点)。3月2日0时至15时，新增确诊病例1例（轻型），来自隔离管控人员筛查。

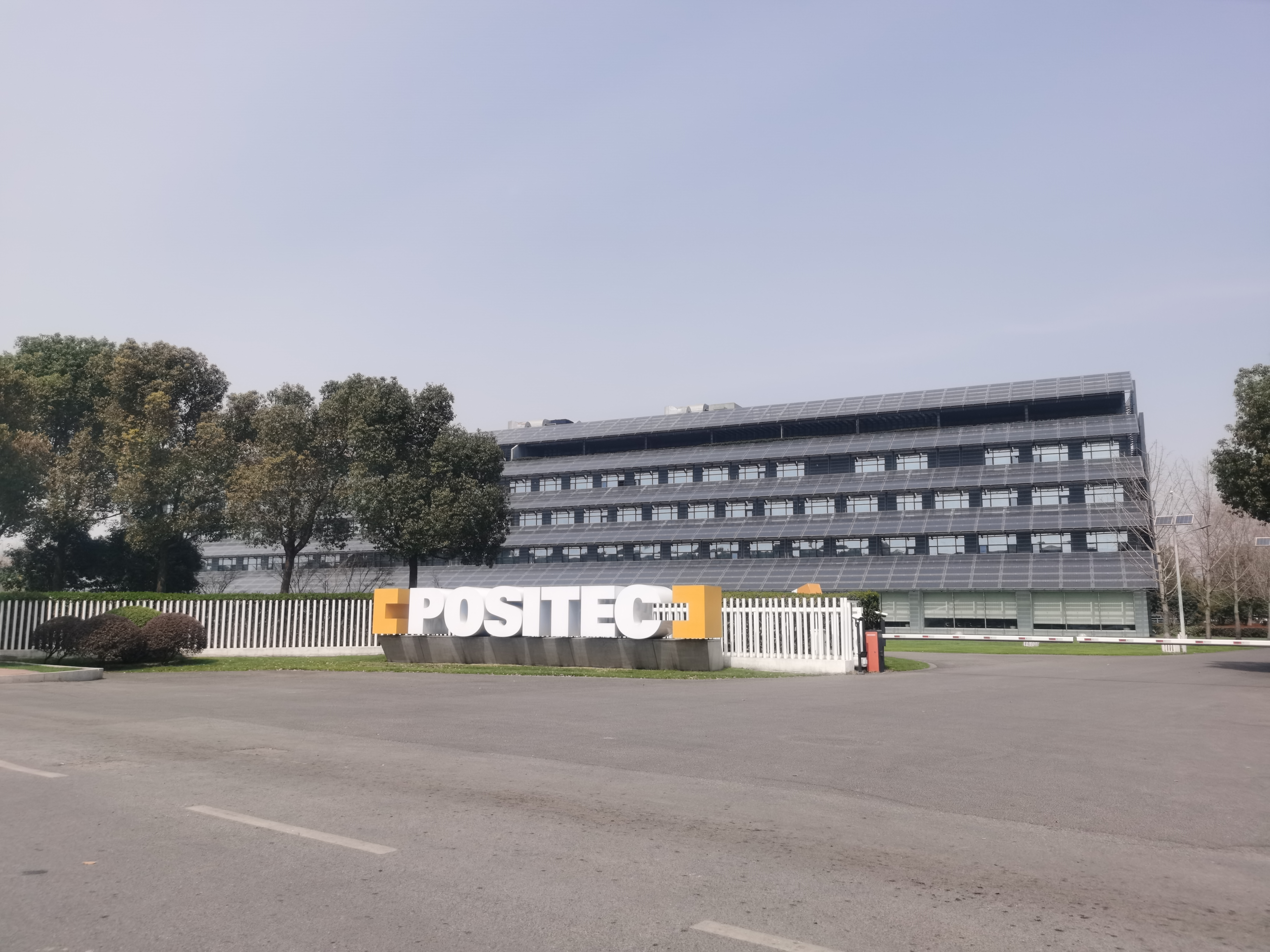
曾出现群聚感染事件的宝时得科技公司，此为A区厂房（摄于3月16日）

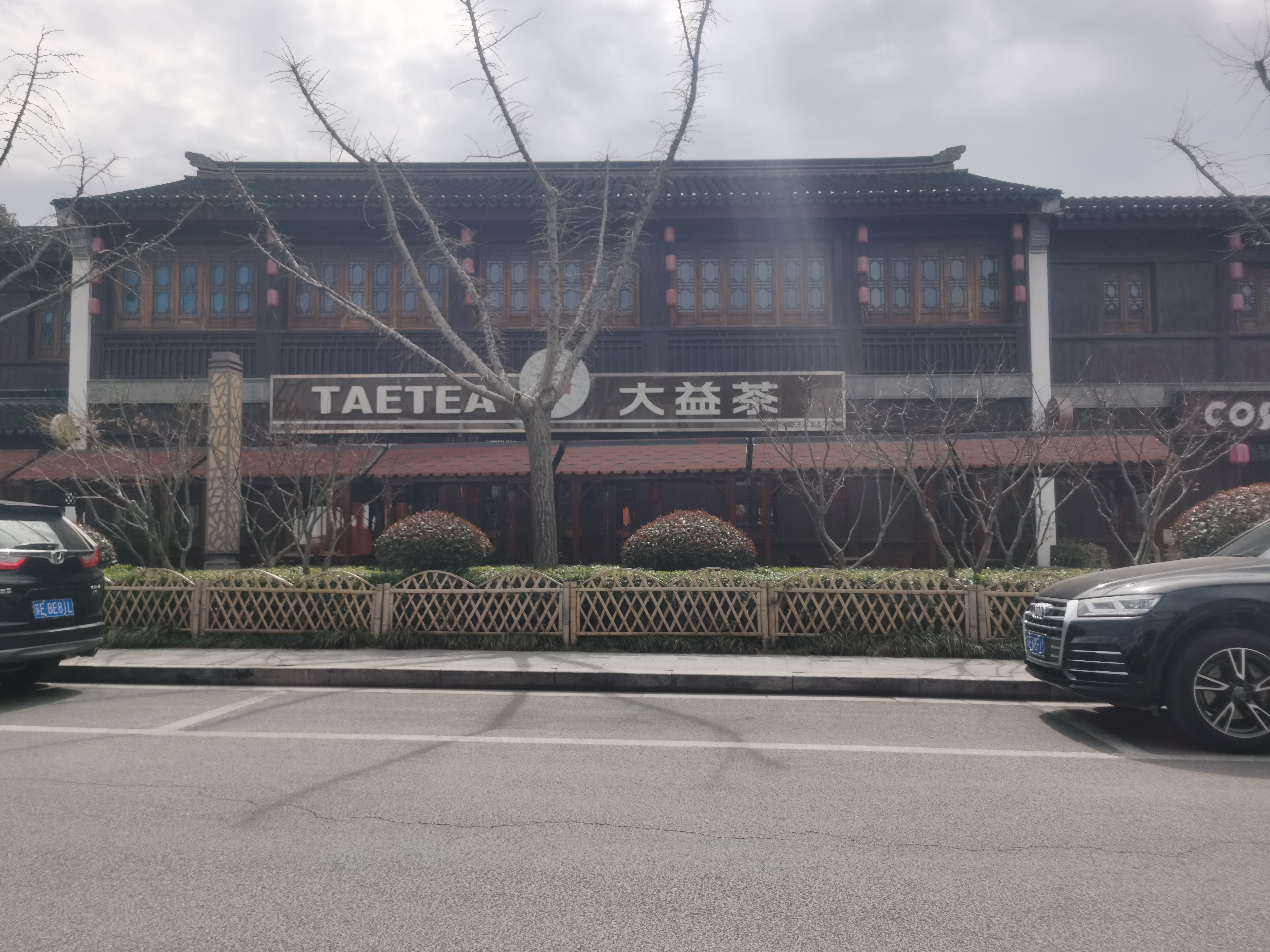
感染者中多人曾去过斜塘老街内的大益茶馆，该地点曾列为中风险地区（摄于3月6日）

根据政府公开的早期确诊病例相关资料，截至2月16日，宝时得科技公司已有16名员工感染，京隆科技已有8名员工感染，并且出现了以家庭为单位的感染情况，共有10起。感染者中多人曾去过园区斜塘老街内的大益茶馆。而吴江区亦有出现一家五口全部确诊的家庭感染事件。截至2月19日，确诊病例、无症状感染者中已有11人的轨迹涉及张家港市庆丰楼饭店，时间均在2月13日。而之后发布的病例活动轨迹较早期发现的更为精简，苏州市疾控中心副主任张钧表示近期新发现的病例均为之前病例的密切接触者或者已经处于封控区，病例大多处于不同程度的隔离状态，因此活动轨迹相对较少；另一点则是本轮疫情发生之后，市级层面上采取了停课、取消公众聚集性活动，且关停娱乐场所等一系列限制措施，公众也加强了自身的健康管理，减少了不必要的外出和聚集性活动，使得活动轨迹减少。2月28日以来新增的4例本土确诊病例均来自集中隔离点，是同一家庭先后检出阳性。
本轮疫情所报告的确诊病例均为轻症（普通型和轻型），无重症和危重症，均在定点医院采用抗病毒、调节免疫中医中药的治疗。2月24日，本轮疫情首批4名患者从定点收治医院苏州市第五人民医院出院，出院后闭环转运至康复定点医院（苏州太湖国家旅游度假区人民医院）进行康复治疗和健康监测。

### 其他地市
2月15日，南通市发布通报，在外地返通人员核酸检测中，发现1人检测结果呈阳性，南通开发区疫情防控指挥部表示有人员从苏州来到南通核酸初筛为阳性，在之后发布的通报中显示该病例曾于2月8日从苏州自驾返回南通。同日，无锡市发现2例阳性感染者，系母女关系，母亲曾在苏州工业园区停留。2月16日凌晨，锡山区在对集中隔离管控的密切接触人员例行核酸检测中，发现1名初筛阳性，市疾控中心复核结果为阳性，后诊断为无症状感染者。2月17日，无锡市在对集中隔离点管控人员第二次核酸检测中发现一名初筛阳性，市疾控中心复核为阳性，后诊断为无症状感染者。同日下午，无锡市在对集中隔离点管控人员第三次核酸检测中发现2名初筛阳性，17日深夜经市疾控中心复核均为阳性，随即转运至市定点医院进一步诊疗，2月18日上午，两人均被诊断为无症状感染者。同日晚，无锡市再新增1例无症状感染者，系无症状感染者2的同学。2月20日，无锡市先后发布两份通告，当日凌晨新增3例无症状感染者，上午再新增1例无症状感染者，另外第66号通告公布的无症状感染者6转为确诊病例（轻型）。同日晚，无锡市再新增1例无症状感染者，系无症状感染者11的母亲。2月22日，无锡市新增1例无症状感染者，系无症状感染者3的孙子。同日晚，又在集中隔离点管控人员核酸检测中发现1名初筛阳性，后诊断为无症状感染者。截至22日23时，无锡市累计发现无症状感染者14名，均在集中隔离点核酸检测中发现。
此外，浙江省嘉兴市收到南通市协查函，称南通市开发区1例确诊病例的密切接触者现居于嘉兴经开区城南街道，曾到访过苏州工业园区大益茶馆。2月16日，安徽省池州市接石台县疾控中心报告，称石台县1名苏州返回人员2月13日在苏州博物馆西馆与确诊病例有接触，被判定为密切接触者。该密切接触者及其5名次密接已按要求集中隔离管控，密切接触者三次核酸检测结果均为阴性，而其5名次密接首次核酸检测均为阴性。2月16日，海宁市、金华市均接到协查函，发现本轮疫情相关病例的密切接触者居住于当地，随后密切接触者和排查到的次密切接触者均已落实管控。

### 各关联病例情况简表
| #       | 報告日期 | 其他資料 | 报告地 |
| ------- | -------- | --- | ------ |
| 1       | 2月14日  | 个案5的妻子，住工业园区东湖大郡花园，为工业园区京隆科技工作人员，从事仓库进口物料（进口非冷链货物）计划工作，是本轮疫情的首位确诊病例 | 苏州市 |
| 2       | 2月14日  | 住吴江区盛泽镇绿洲华庭，为工业园区宝时得科技工作人员，从事IT工作                                                                      | 苏州市 |
| 3       | 2月14日  | 住吴中区郭巷街道华润金悦湾，为工业园区材料科学院姑苏实验室工作人员                                                                    | 苏州市 |
| 4       | 2月14日  | 住姑苏区天辰花园，为工业园区京隆科技工作人员，从事软件开发相关工作                                                                    | 苏州市 |
| 5       | 2月14日  | 个案1的丈夫，住工业园区东湖大郡花园，为工业园区和舰科技工作人员                                                                       | 苏州市 |
| 6       | 2月14日  | 住吴中区木渎镇西跨塘村，为工业园区宝时得科技工作人员，是个案2的同事。2月6日从滁州乘K5827次列车到达苏州站                              | 苏州市 |
| 7       | 2月14日  | 住吴中区郭巷街道华润金悦湾，系个案3的女儿                                                                                             | 苏州市 |
| 8       | 2月14日  | 个案3雇佣月嫂，现住吴中区郭巷街道华润金悦湾，暂住吴江区牛腰泾小区                                                                     | 苏州市 |
| 9       | 2月14日  | 住工业园区锦溪苑，为工业园区宝时得科技工作人员                                                                                        | 苏州市 |
| 10      | 2月14日  | 住工业园区东湖大郡花园，为工业园区宝时得科技公司工作人员                                                                              | 苏州市 |
| 11      | 2月14日  | 住吴中区木渎镇西跨塘村，无业，为个案6租房同住人员，2月6日从滁州乘K5827次列车到达苏州站，与个案6并排乘坐                               | 苏州市 |
| 12      | 2月14日  | 住工业园区京隆生活区，为工业园区京隆科技工作人员，系个案1的同事                                                                       | 苏州市 |
| 13      | 2月15日  | 住南通经济技术开发区中兴街道新星苑，曾于2月8日从苏州自驾返回南通，为某企业工作人员                                                    | 南通市 |
| 14      | 2月15日  | 居住在锡山区东北塘街道东方天郡，2月8日曾至苏州工业园区斜塘老街内的大益茶馆                                                            | 无锡市 |
| 15      | 2月15日  | 居住在锡山区东北塘街道东方天郡，无锡师范附属小学学生，个案14的女儿                                                                    | 无锡市 |
| 16      | 2月15日  | 住苏州工业园区澜溪苑，为理想汽车科技有限公司工作人员                                                                                  | 苏州市 |
| 17      | 2月15日  | 住吴江区长安花园，吴江区苏州湾外国语学校学生                                                                                          | 苏州市 |
| 18      | 2月15日  | 住吴江区长安花园，系个案17的妹妹，吴江区思贤实验小学学生                                                                              | 苏州市 |
| 19      | 2月15日  | 住吴江区长安花园，个案17的父亲，为苏州工业园区宝时得科技公司工作人员                                                                  | 苏州市 |
| 20      | 2月15日  | 住吴江区长安花园，系个案17的外婆 | 苏州市 |
| 21      | 2月15日  | 住吴江区长安花园，为苏州光世代机电设备有限公司工作人员，系个案17的母亲                                                                | 苏州市 |
| 22      | 2月15日  | 住姑苏区人民路大竹园3号楼，为工业园区宝时得科技公司工作人员                                                                           | 苏州市 |
| 23      | 2月15日  | 住吴中区龙西新村箭阙苑，为工业园区宝时得科技公司工作人员                                                                              | 苏州市 |
| 24      | 2月15日  | 住吴中区世贸石湖湾花园，为工业园区宝时得科技公司工作人员                                                                              | 苏州市 |
| 25      | 2月15日  | 住相城区万科魅力花园，为工业园区宝时得科技公司工作人员                                                                                | 苏州市 |
| 26      | 2月15日  | 住相城区万科魅力花园，系个案25的女儿                                                                                                  | 苏州市 |
| 27      | 2月15日  | 住相城区合景峰汇，为相城水漾花城幼儿园工作人员                                                                                        | 苏州市 |
| 28      | 2月15日  | 住相城区合景峰汇，为相城御窑小学学生，为个案27的女儿                                                                                  | 苏州市 |
| 29      | 2月15日  | 住相城区官渎花园和吴中区水岸清华，为工业园区宝时得科技公司工作人员                                                                    | 苏州市 |
| 30      | 2月15日  | 住吴中区甪直镇车坊长巨村下扒浜马娄里，为工业园区宝时得科技公司工作人员                                                                | 苏州市 |
| 31      | 2月15日  | 住工业园区京隆生活区，为京隆科技（苏州）有限公司工作人员                                                                              | 苏州市 |
| 32      | 2月15日  | 住工业园区娄葑街道锦溪苑，为苏州三星电子有限公司工作人员，系个案9的妻子                                                               | 苏州市 |
| 33      | 2月15日  | 住相城区合景峰汇，为工业园区宝时得科技公司工作人员。为个案27的丈夫                                                                    | 苏州市 |
| 34      | 2月15日  | 住吴中区郭巷街道尹山湖景花园，为工业园区宝时得科技公司工作人员                                                                        | 苏州市 |
| 35      | 2月16日  | 住锡山区东亭街道金锡苑，个案14的家政服务人员                                                                                          | 无锡市 |
| 36      | 2月16日  | 住京隆生活区宿舍，为京隆科技（苏州）有限公司工作人员                                                                                  | 苏州市 |
| 37      | 2月16日  | 住吴中区尹山湖景花园，系个案34的岳父                                                                                                  | 苏州市 |
| 38      | 2月16日  | 住相城区官渎花园和吴中区水岸清华，为平江中学学生，系个案29的儿子                                                                      | 苏州市 |
| 39      | 2月16日  | 住苏州工业园区凤凰城，为同程网络科技股份有限公司工作人员                                                                              | 苏州市 |
| 40      | 2月16日  | 住苏州工业园区明日之星，为京隆科技（苏州）有限公司工作人员                                                                            | 苏州市 |
| 41      | 2月16日  | 住苏州工业园区星胜客，为苏州工业园区宝时得科技公司工作人员                                                                            | 苏州市 |
| 42      | 2月16日  | 住吴中区碧水湾花园，为追觅科技有限公司工作人员                                                                                        | 苏州市 |
| 43      | 2月16日  | 住苏州工业园区湖畔天城，为苏州工业园区宝时得科技公司工作人员                                                                          | 苏州市 |
| 44      | 2月16日  | 住常熟市紫晶城，系个案43的姐姐，为常熟市辉驰冲压（常熟）分公司工作人员                                                                | 苏州市 |
| 45      | 2月16日  | 住苏州工业园区湖畔天城，系个案43的母亲                                                                                                | 苏州市 |
| 46      | 2月16日  | 住吴中区郭巷街道华润金悦湾，系个案3的妻子                                                                                             | 苏州市 |
| 47      | 2月16日  | 住京隆生活区宿舍，为京隆科技（苏州）有限公司工作人员                                                                                  | 苏州市 |
| 48      | 2月16日  | 住常熟市中欧假日花园，为常熟市辉驰冲压（常熟）分公司工作人员                                                                          | 苏州市 |
| 49      | 2月16日  | 住京隆生活区宿舍，为京隆科技（苏州）有限公司工作人员                                                                                  | 苏州市 |
| 50      | 2月16日  | 住相城区合景峰汇，系个案27的儿子 | 苏州市 |
| 51      | 2月16日  | 住常熟市中欧假日花园，为科力美汽车动力电池有限公司工作人员，系个案48的儿子                                                            | 苏州市 |
| 52      | 2月16日  | 住姑苏区长欣苑南区，系个案29的母亲 | 苏州市 |
| 53      | 2月16日  | 住苏州工业园区湖畔天城，系个案43的父亲                                                                                                | 苏州市 |
| 54      | 2月16日  | 住相城区万科魅力花园，为苏州奕华光电有限公司工作人员，系个案25的丈夫                                                                  | 苏州市 |
| 55      | 2月16日  | 住苏州工业园区娄葑夏家桥，为苏州工业园区宝时得科技工作人员                                                                            | 苏州市 |
| 56      | 2月16日  | 住苏州吴中区碧堤半岛，为吴江芯和半导体公司工作人员                                                                                    | 苏州市 |
| 57      | 2月16日  | 住苏州工业园区东湖大郡，为苏州工业园区第二实验小学学生，系个案1的女儿                                                                 | 苏州市 |
| 58      | 2月17日  | 住金科观庭小区，无锡师范附属小学城中校区老师                                                                                          | 无锡市 |
| 59      | 2月17日  | 住吴江区盛泽镇绿洲华庭，为盛虹化纤有限公司工作人员，系个案2的妻子                                                                     | 苏州市 |
| 60      | 2月17日  | 住苏州工业园区京隆生活区宿舍，为京隆科技（苏州）有限公司工作人员                                                                      | 苏州市 |
| 61      | 2月17日  | 住吴江科创园，为吴江芯禾半导体有限公司工作人员                                                                                        | 苏州市 |
| 62      | 2月17日  | 住张家港市凤凰镇金谷小区，系个案61的亲属                                                                                              | 苏州市 |
| 63      | 2月17日  | 住吴中区碧堤半岛，为苏州维克森信息科技有限公司工作人员                                                                                | 苏州市 |
| 64      | 2月17日  | 住苏州工业园区凤凰城，为凯斯艾生物科技(苏州)有限公司工作人员，系个案39的妻子                                                          | 苏州市 |
| 65      | 2月17日  | 住姑苏区永林二区 | 苏州市 |
| 66      | 2月17日  | 住相城区合景峰汇，系个案27的母亲 | 苏州市 |
| 67      | 2月17日  | 住苏州工业园区花语江南，为西交利物浦大学学生                                                                                          | 苏州市 |
| 68      | 2月17日  | 住吴江区城南花苑，为吴江科技创业园工作人员                                                                                            | 苏州市 |
| 69      | 2月17日  | 住苏州工业园区京隆生活区宿舍，为京隆科技（苏州）有限公司工作人员                                                                      | 苏州市 |
| 70      | 2月17日  | 住苏州工业园区南山·丽舍 | 苏州市 |
| 71      | 2月17日  | 住苏州工业园区京隆生活区宿舍，为京隆科技（苏州）有限公司工作人员                                                                      | 苏州市 |
| 72      | 2月17日  | 住苏州工业园区京隆生活区宿舍，为京隆科技（苏州）有限公司工作人员                                                                      | 苏州市 |
| 73      | 2月18日  | 住梁溪区广丰三村，个案14的同事 | 无锡市 |
| 74      | 2月18日  | 住锡山区金锡苑小区，个案35的丈夫 | 无锡市 |
| 75      | 2月18日  | 个案15的同学 | 无锡市 |
| 76      | 2月18日  | 住苏州工业园区京隆生活区宿舍，为京隆科技（苏州）有限公司工作人员                                                                      | 苏州市 |
| 77      | 2月18日  | 住张家港市杨舍镇君临新城，为沙洲职业工学院学生                                                                                        | 苏州市 |
| 78      | 2月18日  | 住姑苏区东方苑，为中国建设银行苏州三香路支行工作人员                                                                                  | 苏州市 |
| 79      | 2月18日  | 住张家港市凤凰镇双龙花苑 | 苏州市 |
| 80      | 2月18日  | 住相城区万宇名都花园，为苏州工业园区龙文教育工作人员                                                                                  | 苏州市 |
| 81      | 2月18日  | 住姑苏区人民路大竹园，为万一服饰有限公司工作人员                                                                                      | 苏州市 |
| 82      | 2月18日  | 住苏州工业园区绿地华尔道名邸（华景花园），为英格索兰（中国）工业设备有限公司工作人员                                                  | 苏州市 |
| 83      | 2月18日  | 住苏州工业园区绿地华尔道名邸（华景花园），为国发国际建筑装饰工程有限公司工作人员                                                      | 苏州市 |
| 84      | 2月18日  | 住苏州工业园区绿地华尔道名邸（华景花园），为景城小学学生，个案83的女儿                                                                | 苏州市 |
| 85      | 2月18日  | 住吴中区郭巷街道国泰社区国泰一村 | 苏州市 |
| 86      | 2月18日  | 住吴中区双湾花园，为艾欧游网络科技有限公司工作人员                                                                                    | 苏州市 |
| 87      | 2月18日  | 住苏州工业园区湖畔天城，为京隆科技（苏州）有限公司工作人员，系个案43的妻子                                                            | 苏州市 |
| 88      | 2月18日  | 住相城区北桥街道盛北花园和漕韵家园，为苏州芯禾电子科技有限公司工作人员                                                                | 苏州市 |
| 89      | 2月18日  | 住吴中区建发独墅湾，为苏州工业园区赛峰飞机发动机公司员工                                                                              | 苏州市 |
| 90      | 2月18日  | 住姑苏区东方苑，为中广核检测技术有限公司工作人员，系案78的丈夫                                                                        | 苏州市 |
| 91      | 2月18日  | 住吴江区长安花园，系个案17的外公 | 苏州市 |
| 92      | 2月18日  | 住苏州市工业园区文华公寓，为博世汽车部件（苏州）有限公司工作人员                                                                      | 苏州市 |
| 93      | 2月18日  | 住姑苏区永林二区，系个案65的孙子 | 苏州市 |
| 94      | 2月18日  | 住相城区都会雅苑，为相城区北桥街道漕湖黄畦路中国移动营业厅工作人员                                                                    | 苏州市 |
| 95      | 2月18日  | 住苏州工业园区澳韵花园，为苏州泰宇人力资源有限公司工作人员                                                                            | 苏州市 |
| 96      | 2月19日  | 住姑苏区长欣苑南区，系个案52的丈夫 | 苏州市 |
| 97      | 2月19日  | 住吴中区郭巷街道尹山湖景花园，系个案34的妻子                                                                                          | 苏州市 |
| 98      | 2月19日  | 住张家港市 | 苏州市 |
| 99      | 2月19日  | 住张家港市，为个案98的妻子 | 苏州市 |
| 100     | 2月19日  | 住姑苏区永林二区，为个案65的妻子 | 苏州市 |
| 101     | 2月19日  | 住吴江区 | 苏州市 |
| 102     | 2月19日  | 住张家港市凤凰镇金谷小区，系个案62的女儿                                                                                              | 苏州市 |
| 103     | 2月19日  | 住张家港市 | 苏州市 |
| 104     | 2月19日  | 住张家港市，系个案98的儿子 | 苏州市 |
| 105     | 2月19日  | 住苏州工业园区 | 苏州市 |
| 106     | 2月19日  | 住苏州工业园区 | 苏州市 |
| 107     | 2月19日  | 住苏州工业园区凤凰城，个案39的母亲 | 苏州市 |
| 108     | 2月19日  | 住苏州工业园区凤凰城，个案39的儿子 | 苏州市 |
| 109     | 2月19日  | 住吴中区郭巷街道 | 苏州市 |
| 110     | 2月19日  | 住苏州工业园区星胜客，个案41的女儿 | 苏州市 |
| 111     | 2月19日  | 住姑苏区星光耀小区 | 苏州市 |
| 112     | 2月20日  | 在无锡村田电子有限公司上班，系个案35的的家政服务客户                                                                                  | 无锡市 |
| 113     | 2月20日  | 个案112的儿子 | 无锡市 |
| 114     | 2月20日  | 与个案75共同生活的外婆 | 无锡市 |
| 115     | 2月20日  | 个案15的同学 | 无锡市 |
| 116     | 2月20日  | 个案115的母亲 | 无锡市 |
| 117-122 | 2月20日  | 为本轮疫情以来病例的密接者 | 苏州市 |
| 123-125 | 2月20日  | 在重点人群筛查中发现 | 苏州市 |
| 126     | 2月20日  | 为本轮疫情以来病例的密接者 | 苏州市 |
| 127     | 2月20日  | 在重点人群筛查中发现 | 苏州市 |
| 128-130 | 2月21日  | 在重点人群筛查中发现 | 苏州市 |
| 131-132 | 2月21日  | 为本轮疫情以来病例的密接者 | 苏州市 |
| 133-136 | 2月21日  | 在重点人群筛查中发现 | 苏州市 |
| 137     | 2月21日  | 为本轮疫情以来病例的密接者 | 苏州市 |
| 138     | 2月21日  | 在重点人群筛查中发现 | 苏州市 |
| 139     | 2月22日  | 个案35的孙子 | 无锡市 |
| 140     | 2月22日  | 个案139的母亲 | 无锡市 |
| 141     | 2月22日  | 为本轮疫情以来病例的密接者 | 苏州市 |
| 142     | 2月22日  | 在重点人群筛查中发现 | 苏州市 |
| 143     | 2月22日  | 为本轮疫情以来病例的密接者 | 苏州市 |
| 144-146 | 2月23日  | 为本轮疫情以来病例的密接者 | 苏州市 |
| 147     | 2月23日  | 在重点人群筛查中发现 | 苏州市 |
| 148     | 2月23日  | 为本轮疫情以来病例的密接者 | 苏州市 |
| 149     | 2月23日  | 在重点人群筛查中发现 | 苏州市 |
| 150-151 | 2月23日  | 为本轮疫情以来病例的密接者 | 苏州市 |
| 152-153 | 2月24日  | 在隔离管控人员筛查中发现 | 苏州市 |
| 154-156 | 2月25日  | 来自集中隔离点，为本轮疫情以来病例的密接者                                                                                            | 苏州市 |
| 157-158 | 2月26日  | 来自集中隔离点，为本轮疫情以来病例的密接者                                                                                            | 苏州市 |
| 159-161 | 2月28日  | 来自集中隔离点，为本轮疫情以来病例的密接者                                                                                            | 苏州市 |
| 162     | 3月2日   | 来自集中隔离点 | 苏州市 |

## 溯源调查
2月14日，在苏州市新冠肺炎疫情防控新闻发布会上，苏州市疾控中心通报本轮疫情感染病毒的初步分析结果是奥密克戎变异株，相关全基因测序比对工作正在进行当中。16日，苏州市疾控中心副主任张钧通报溯源进展，确诊病例病毒样本经中国疾控中心病毒病所基因组二代测序，结果证实为奥密克戎变异株（BA.1进化分支），基因序列与中国内地本土病例和输入病例的数据库比较，未发现高度同源基因组序列，可能是一个新的未知来源的病源。

## 反应

### 江苏省
疫情发生后，2月14日上午，江苏省召开疫情防控工作会议。中共江苏省委书记吴政隆在会上说，苏州要采取更加坚决果断措施，迅速有力扑灭疫情；严格落实“四早”要求，扩大检测和管控范围，抓紧抓细抓实流调追踪溯源、核酸筛查、隔离管控、医疗救治、院感防控等工作，尽快切断传播链、坚决遏制疫情扩散。翌日江苏省委书记吴政隆、省长许昆林在苏州检查指导疫情防控工作，吴政隆表示此次疫情发生在春节长假后不久，发生在人口多、货物进口量大的苏州，再加上快速基因分型检测结果为奥密克戎变异株，形势十分严峻复杂。
截至2月15日17时，江苏全省共设置42处高速公路疫情防控查验点，跨长江汽渡太海汽渡、常通汽渡、张皋汽渡、通沙汽渡临时关闭。
2月16日，江苏省监狱管理局发布通告，即日起暂停全省监狱服刑人员现场会见。翌日，江苏省公务员局决定推迟考试录用公务员面试时间。

#### 苏州市
此轮疫情发生后，苏州工业园区各级机关进入战时状态。2月14日晚，中共苏州市委书记曹路宝主持召开市委常委会暨市新冠肺炎疫情防控工作领导小组会议，强调以最快速度遏制疫情蔓延扩散。
疫情基本受控后，2月24日，中共苏州市委常委会召开专题讨论会，出台《关于统筹疫情防控与经济社会平稳有序运行的工作意见》，在抓好疫情防控同时加紧恢复生产生活秩序，将疫情影响降到最低。2月25日，苏州召开新闻通气会。苏州市发改委负责人介绍《工作意见》，强调切实加强民生保障，加强对受疫情影响企业纾困服务。苏州市将根据中央和省出台的政策措施，结合苏州统筹疫情防控与经济社会平稳运行的需要，研究制定配套政策及实施细则。
3月5日，苏州市政府发布《关于进一步帮助市场主体纾困解难着力稳定经济增长若干政策措施》，从加大财税支持力度、继续强化金融支持、加大清费减负力度、加大对重点行业恢复发展的支持、加强外贸企业帮扶、着力缓解价格上涨压力、加强政府采购支持、持续优化提升服务等8个方面提出了46条政策措施。

##### 分区防疫
本轮疫情中，苏州市继续沿用中国内地的“分区防疫”策略。风险区划分方面，2月14日晚，苏州市将6个地区划定为中风险地区。翌日再新增1地为中风险地区。2月16日，苏州市先后发布第15号、第17号、第19号通告。其中第15号通告显示新增7个中风险地区，第17号通告显示新增5个中风险地区，第19号通告显示新增10个中风险地区。2月17日16时起，苏州市新增3个中风险地区。2月18日，苏州市发布第24号通告，新增9个中风险地区。2月19日，苏州市发布第26号通告，新增9个中风险地区。2月20日20时起，新增3个中风险地区。2月21日18时起，新增2个中风险地区，同时张家港市杨舍镇民丰苑西区（包含原中风险地区民丰苑西区21幢、29幢）为中风险地区。2月22日18时起，张家港市杨舍镇金新城悦府7幢、姑苏区平江街道永林二区两地调整为中风险地区。
随着本轮疫情的控制，2月27日，苏州工业园区东湖大郡花园二期22幢由中风险地区调整为低风险地区。这是本轮疫情以来苏州市首次调低地区风险等级。2月28日，又有6个中风险地区调整为低风险地区。3月1日，有7个中风险地区调整为低风险地区。3月2日，有14个中风险地区调整为低风险地区。此次调整后，常熟市全域均为低风险地区。3月3日，有5个中风险地区调整为低风险地区。3月4日，有13个中风险地区调整为低风险地区。此次调整后，相城区全域均为低风险地区。3月5日，有6个中风险地区调整为低风险地区。此次调整后，吴江区、吴中区全域均为低风险地区。3月6日，张家港市杨舍镇新航花苑18幢由中风险地区调整为低风险地区。3月7日，苏州工业园区锦溪苑5期4幢由中风险地区调整为低风险地区。此次调整后，苏州工业园区全域均为低风险地区。3月8日，张家港市杨舍镇民丰苑西区、姑苏区平江街道永林二区由中风险地区调整为低风险地区。此次调整后，苏州市全域为低风险地区，中风险地区清零。

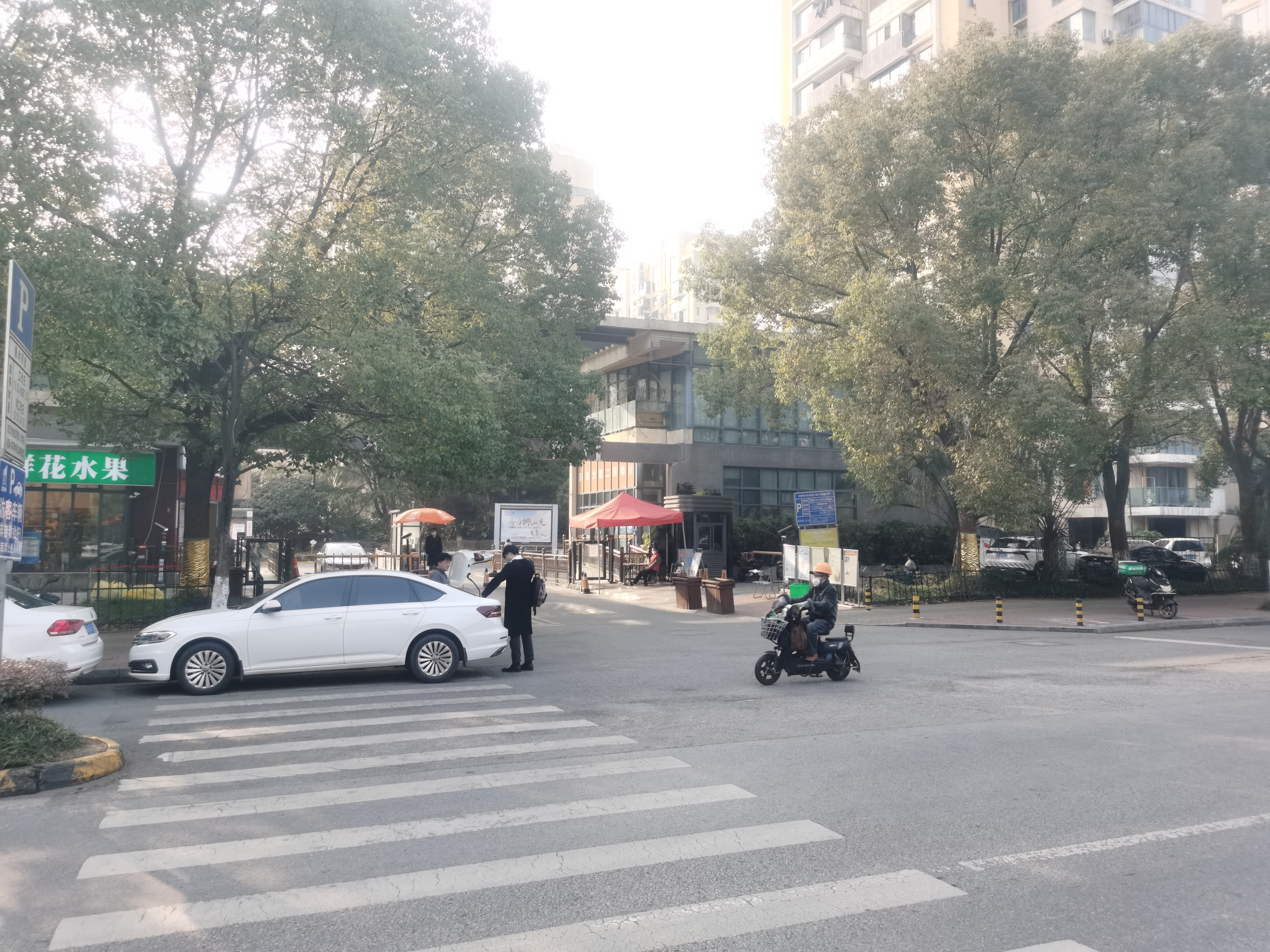
东湖大郡花园二期22幢于2月27日调整为低风险地区，所在小区也随之对应解除管控（3月3日）

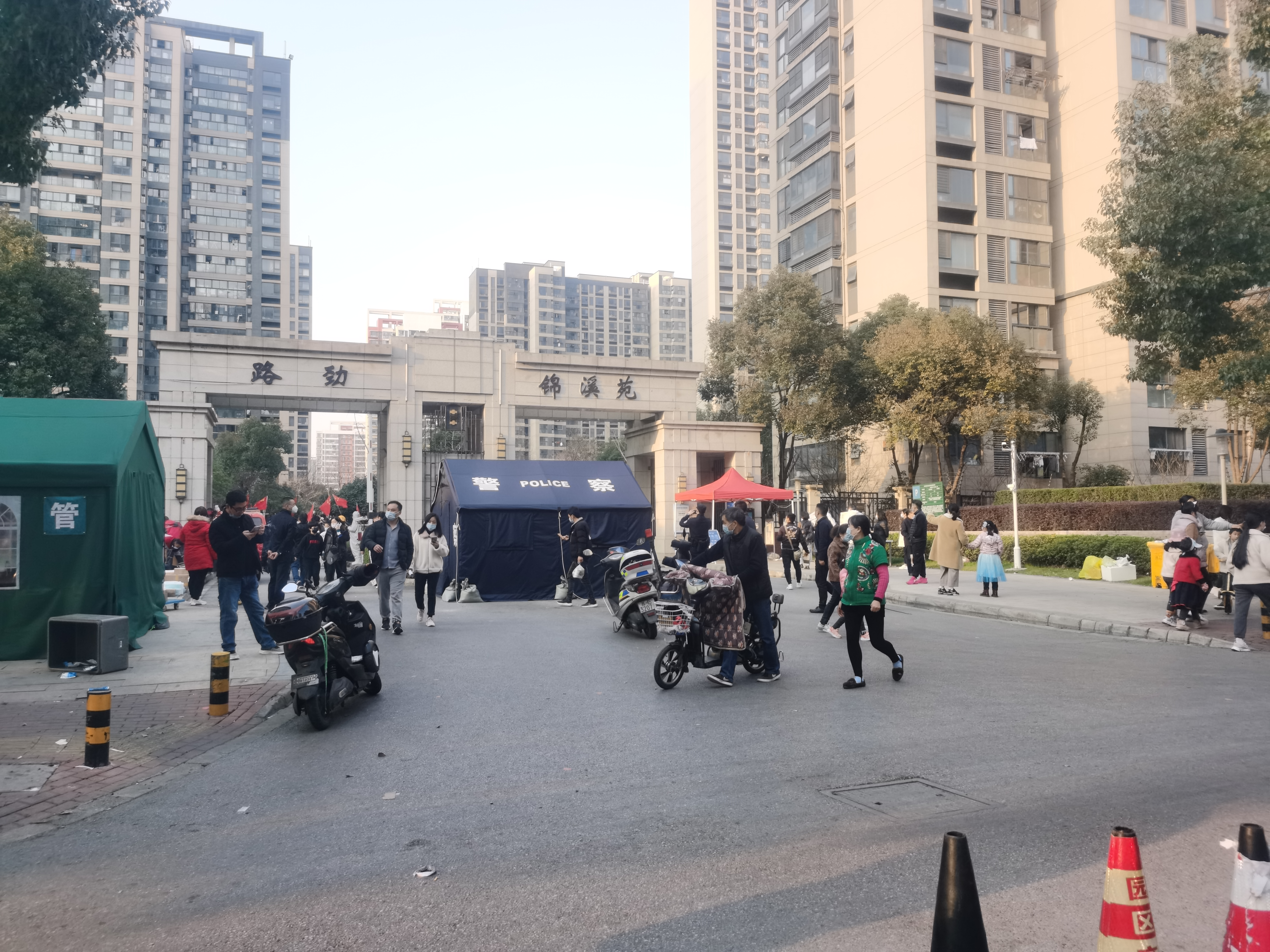
3月7日，锦溪苑四、五期解除管控，小区居民纷纷走出小区，部分居民高举国旗庆祝

截至2月24日15时，苏州市共有封控区、管控区和防范区152个，其中封控区78个，管控区70个，防范区4个（吴江区、吴中区、工业园区和姑苏区）。2月25日，苏州通报各有2个封控区和管控区解除管理，这是疫情以来首次有封控区、管控区解除管理。3月5日，吴江区解除全域疫情防范区，恢复常态化防控。之后吴中区在3月7日、苏州工业园区在3月8日解除全域疫情防范区，恢复常态化防控。

##### 核酸检测

###### 全员核酸检测

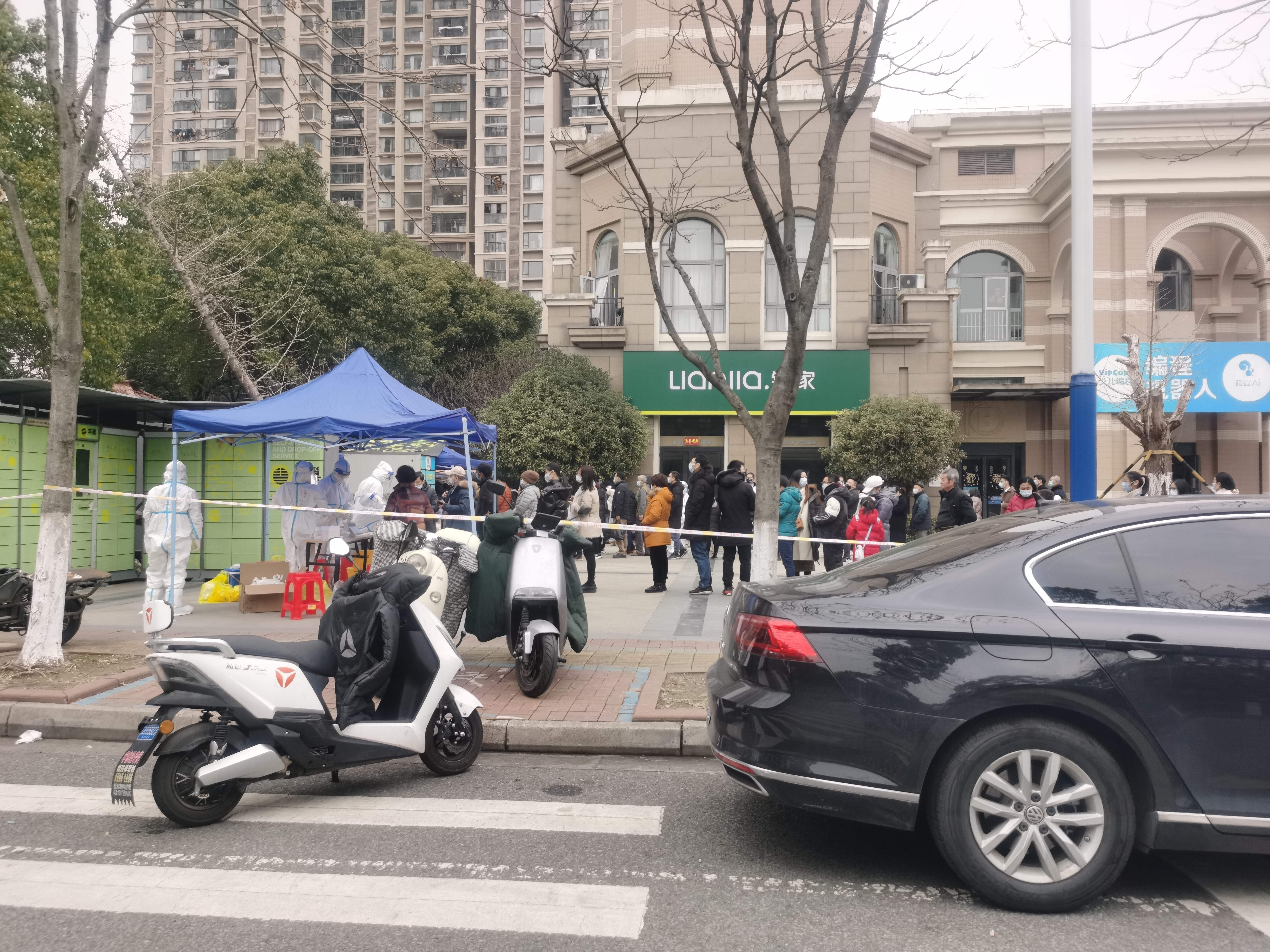
2月14日，苏州工业园区开展第一轮全员核酸检测

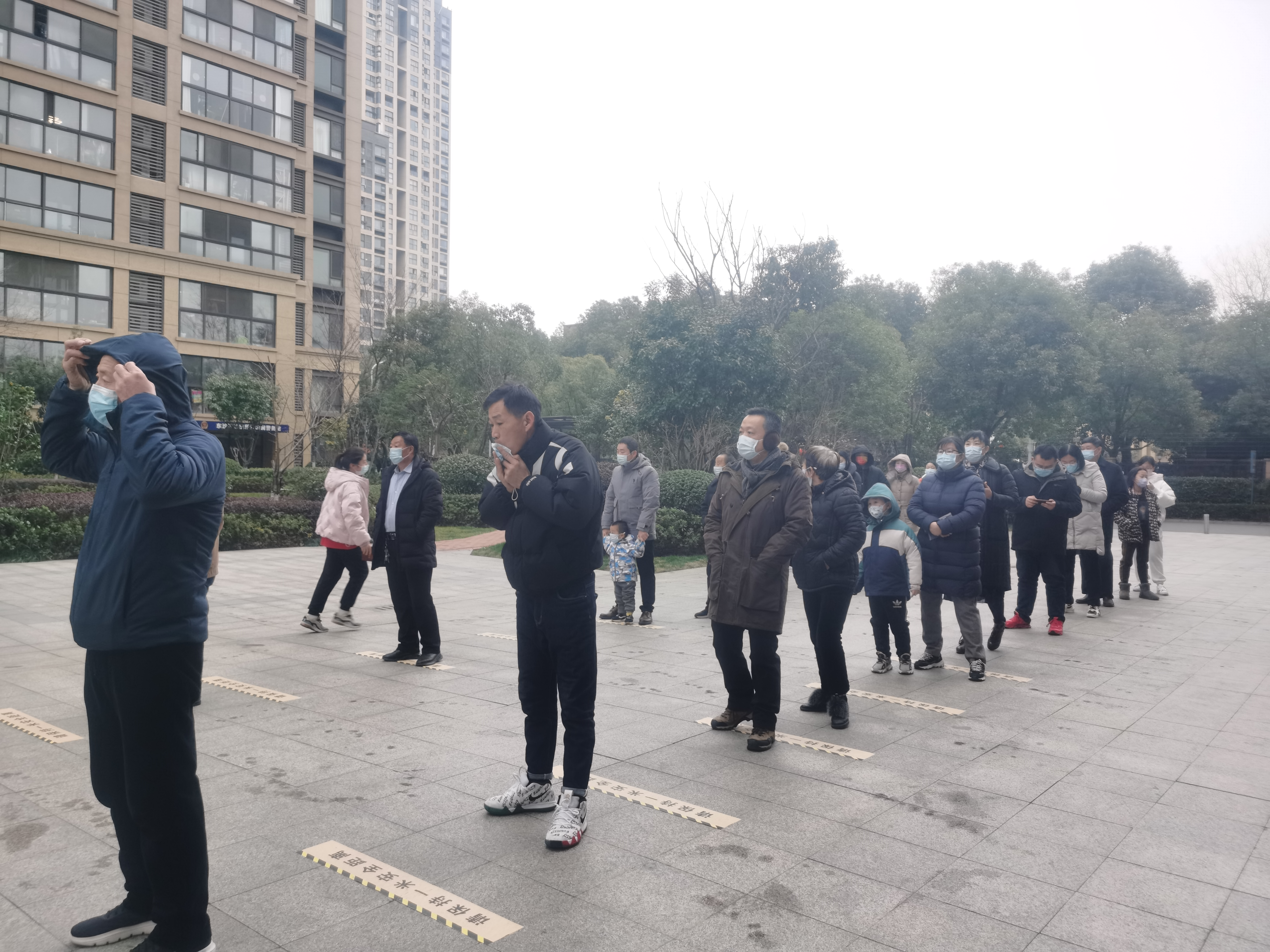
2月16日，苏州工业园区开展第二轮全员核酸检测，待检居民按楼栋号在指定时间、指定点位排队，故总体效率高于第一轮

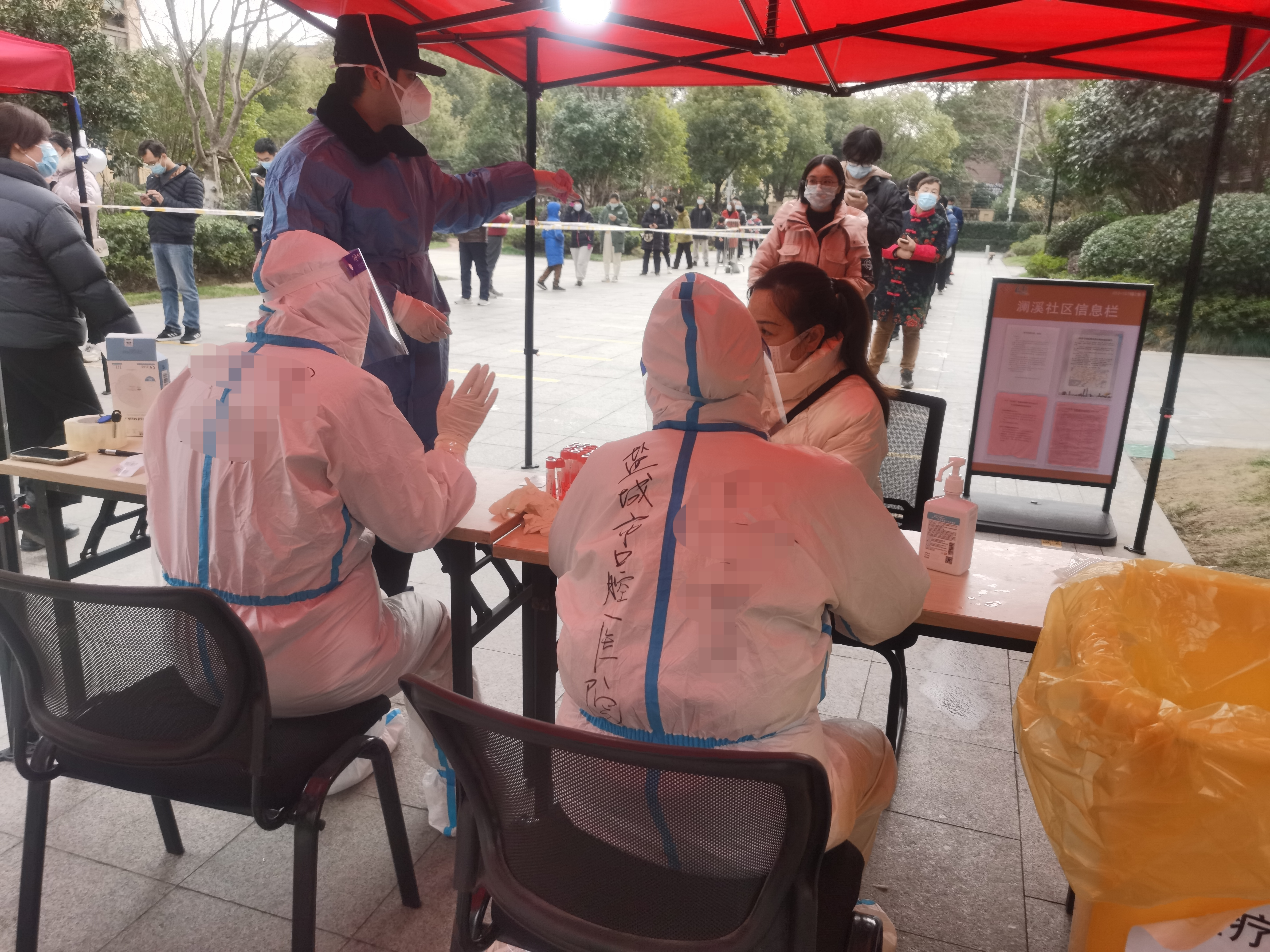
2月22日，苏州工业园区开展第五轮全员核酸检测，来自盐城的医护人员支援核酸检测工作

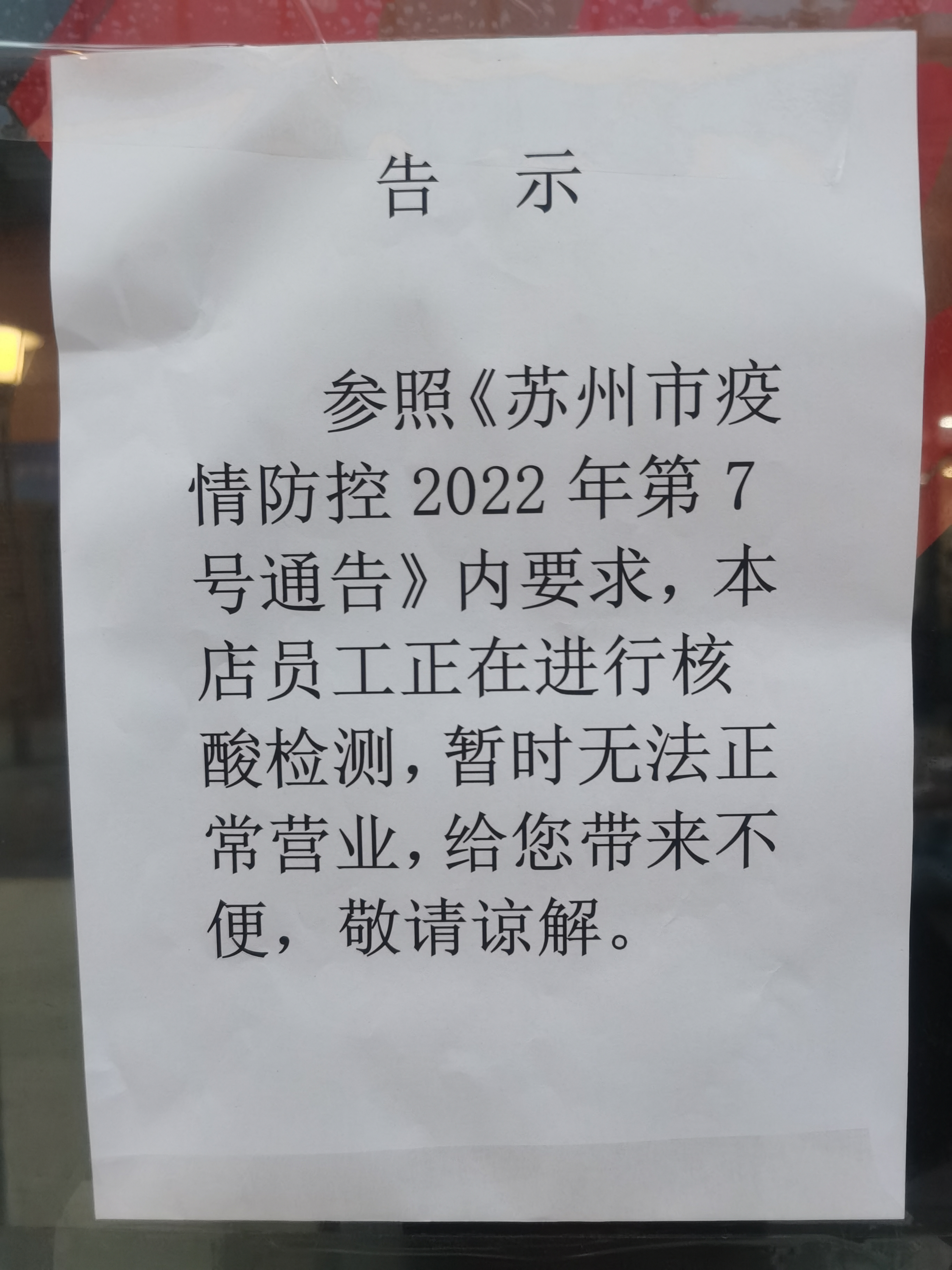
因全员核酸检测影响，部分商户暂停营业

除了常规性、与本轮疫情有直接关联的核酸检测外，2月14日6时30分起，苏州工业园区在全区范围内开展全员核酸检测。为更快完成采检工作，工业园区协调张家港、昆山、太仓、常熟派遣核酸采样人员2050人，落实转运车辆、采集样本收归点。另外，吴中区部分镇街、姑苏区全区、吴江高新区（盛泽镇）也于当日宣布启动全员核酸检测。2月15日，相城高新区（元和街道）、昆山高新区、张浦镇、巴城镇等地宣布于翌日启动全员核酸检测，苏州工业园区也于翌日7：00开始启动第二轮区域全员核酸检测。而随着疫情的发展，苏州市也扩大了区域全员核酸检测范围，例如吴江区、常熟市、相城区在全域范围开展全员核酸检测。2月18日，苏州工业园区开展第三轮区域核酸检测。2月19日，苏州工业园区开展第四轮区域核酸检测。2月22日、23日，苏州在市区与县级市分别错时进行新一轮区域核酸检测。2月24日，苏州市副市长顾海东介绍，根据精准、必要防疫原则，除非有突发情况，苏州不考虑开展大规模区域核酸检测。在做好隔离点、封控区、管控区等重点部位人群核酸检测的同时，将选择重点街道、重点社区开展小规模、小范围核酸检测，尽可能减少对市民工作生活的影响。
截至2月15日14时，苏州全市累计采样478.97万人份，出具核酸检测报告233.36万人份。2月16日7时至2月17日12时，苏州市累计采样827.05万人份，其中六个城区累计采样703.51万人份。全市共设置采样点9133个，全市安排采样人员2万余人，检测人员1833人。截至2月21日，苏州市在6个城区和张家港、常熟、昆山3个县级市开展了区域核酸检测，累计采样1392.5万人份，检测结果全部为阴性。2月22日，苏州市在6个城区开展新一轮区域核酸检测，累计采样729.23万人份，检测结果全部为阴性；23日5时至15时，4个县级市累计采样508.26万人份、已出结果53.87万人份，均为阴性。 
为提升核酸检测效率，江苏省内的南京、徐州、常州、连云港、淮安、盐城、扬州、镇江、泰州、宿迁已委派6200余名医务人员支援苏州核酸采样检测，当局为外地支援医务人员入住五星级酒店，并准备了行李箱和充足的防护物资，生产基地位于常熟的波司登向医护人员赠送了两件不同款式的羽绒服。2月18日，吴江区在盛泽国际会展中心投用气膜移动实验室，每日最高检测能力可达10万管，最高可检测100万人份。截至2月19日15时，苏州全市新增投用4家气膜实验室，每日总检测能力最大可达30万管。按照10:1混检方式，每日最高可增加300万人份检测能力。2月25日，完成援助任务的江苏各地援苏医疗队分批离开苏州。
因2月下旬新增阳性感染者多出现在姑苏区平江街道永林二区的集中隔离人员中，姑苏区于2月28日上午在东环路以西、莫邪路以东、干将路以北、娄门路以南区域内开展分时段、按楼幢上门核酸检测采样。当日共采样23469人，结果均为阴性，暂未发现新病例。

###### 特殊人群核酸检测
2月14日，苏州市疫情防控指挥部发布通告，通告明确，对与阳性检测者有时空伴随的人员赋黄码，按照“苏康码”黄码进行管理，被赋黄码人员需实施3天自我健康监测，并到指定机构进行2次核酸检测（间隔需大于24小时），如结果均为阴性，可自动转为绿码。除封控区范围内人员、集中隔离或居家隔离观察期未满人员外，其他黄码人员需到黄码专用采样点进行核酸采样检测。2月17日，苏州市对1月31日至2月13日期间，曾在零售药店购买过退热、止咳、抗病毒、抗生素等药品的顾客发送短信提示，要求用药者于24小时内到就近的采样点进行免费核酸采样，如已在区域大规模核酸检测中采样的则无须重复采样。

##### 日常生活

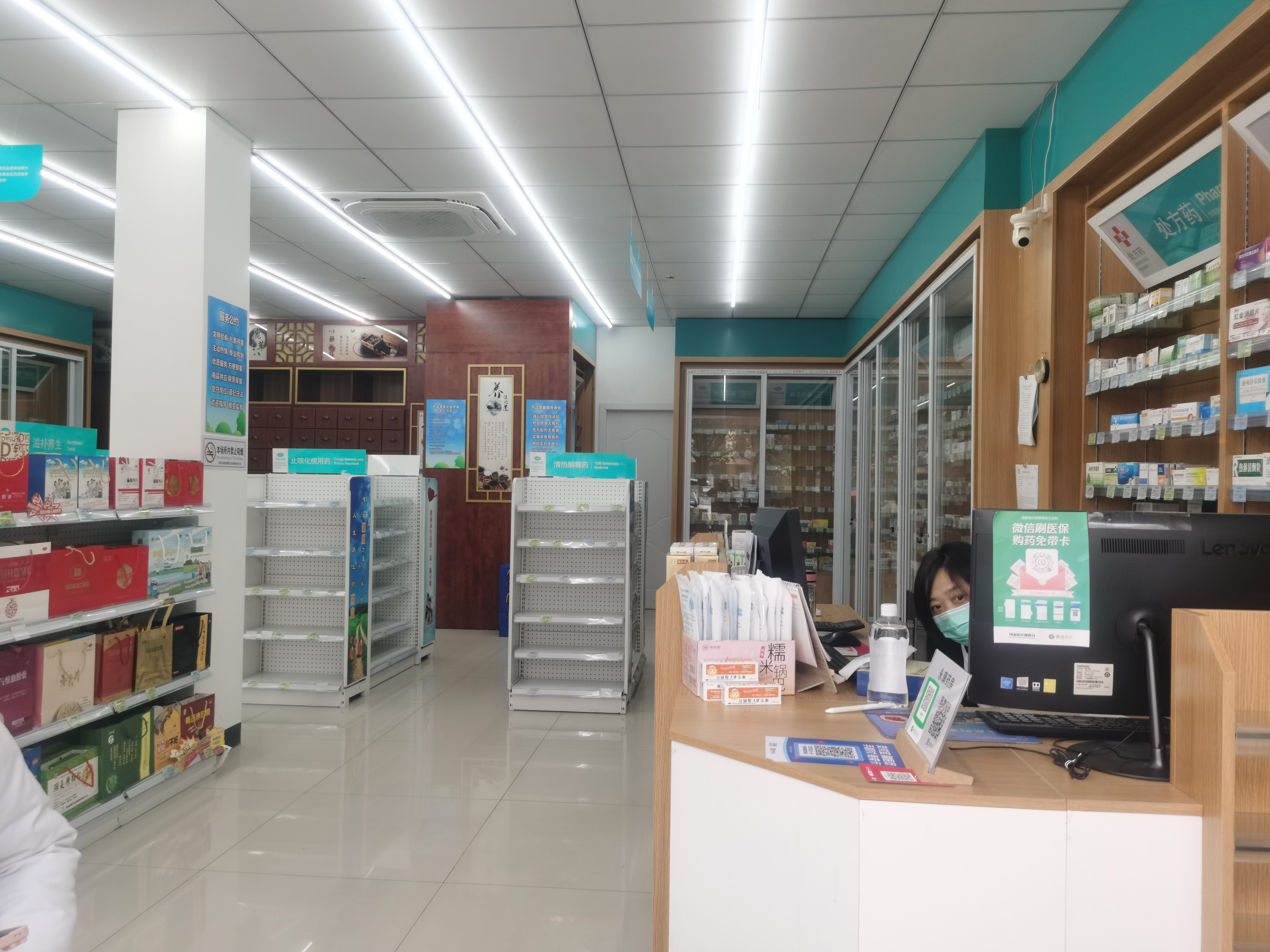
受本轮疫情影响，苏州各大零售药店暂停销售退热、止咳、抗病毒、抗菌素类药品，工作人员已对相关药品进行封存，货架被清理一空

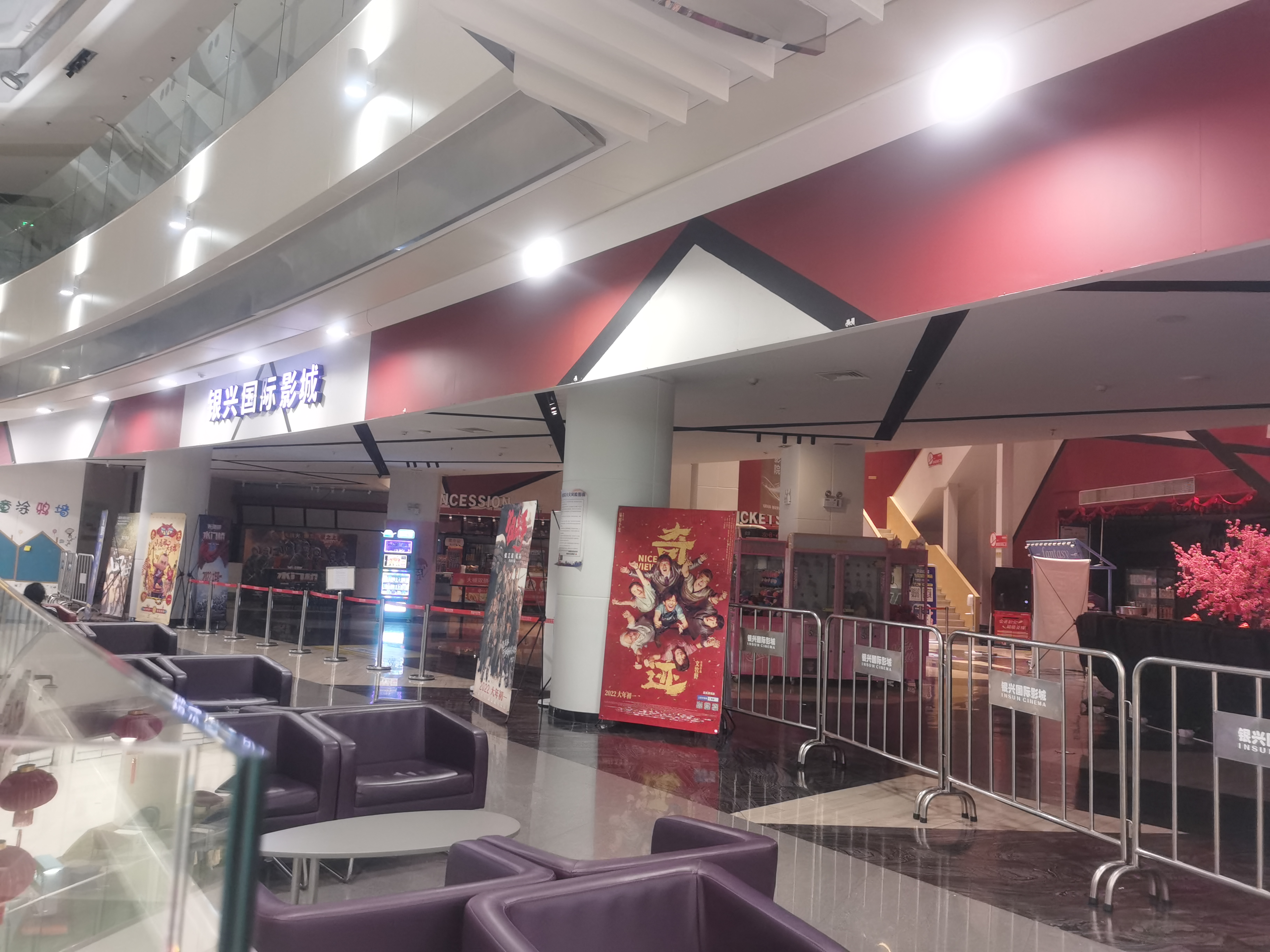
因疫情防控需要，苏州市内各电影院暂停营业

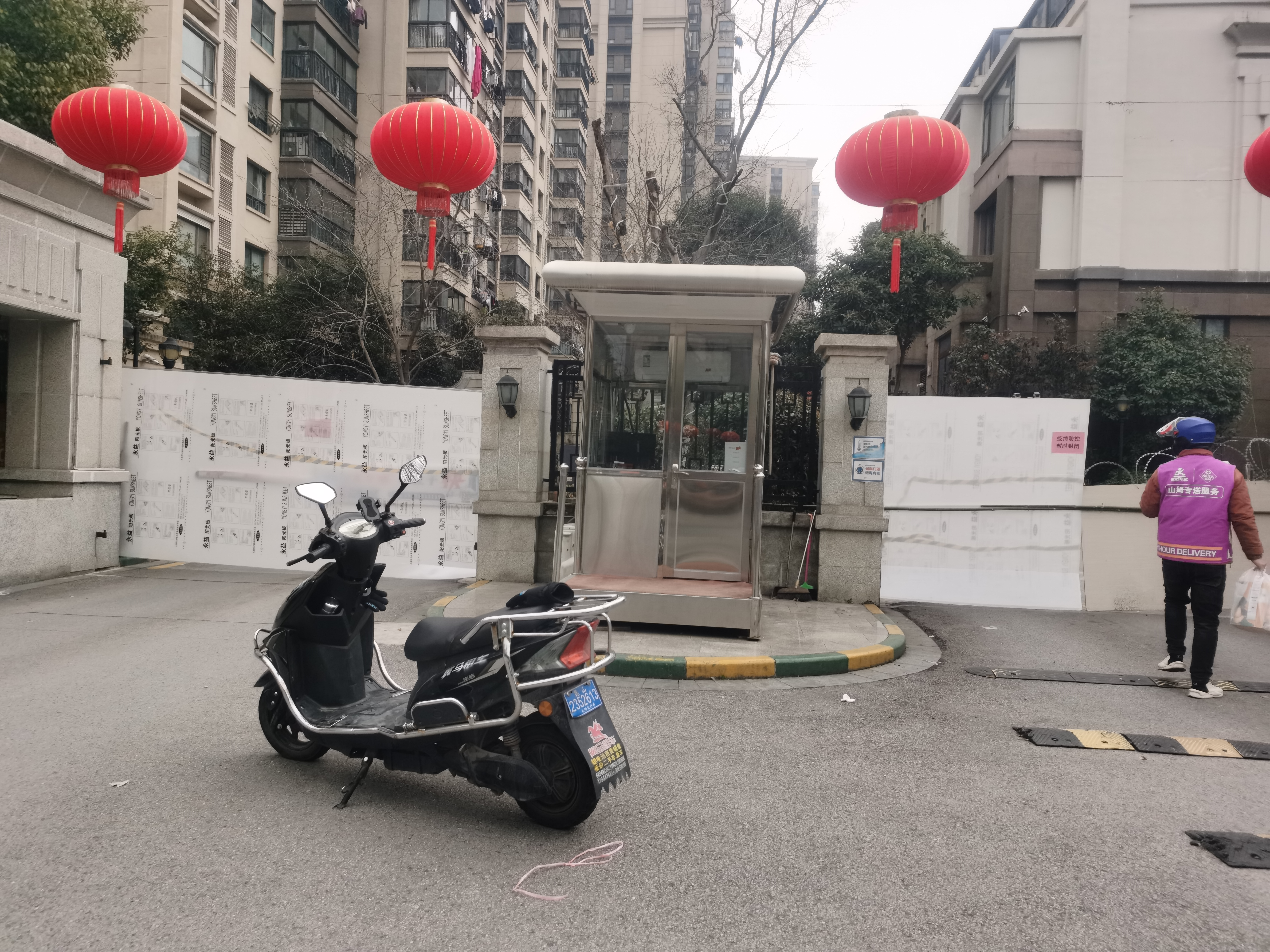
苏州工业园区小区部分出入口受疫情防控影响暂时关闭

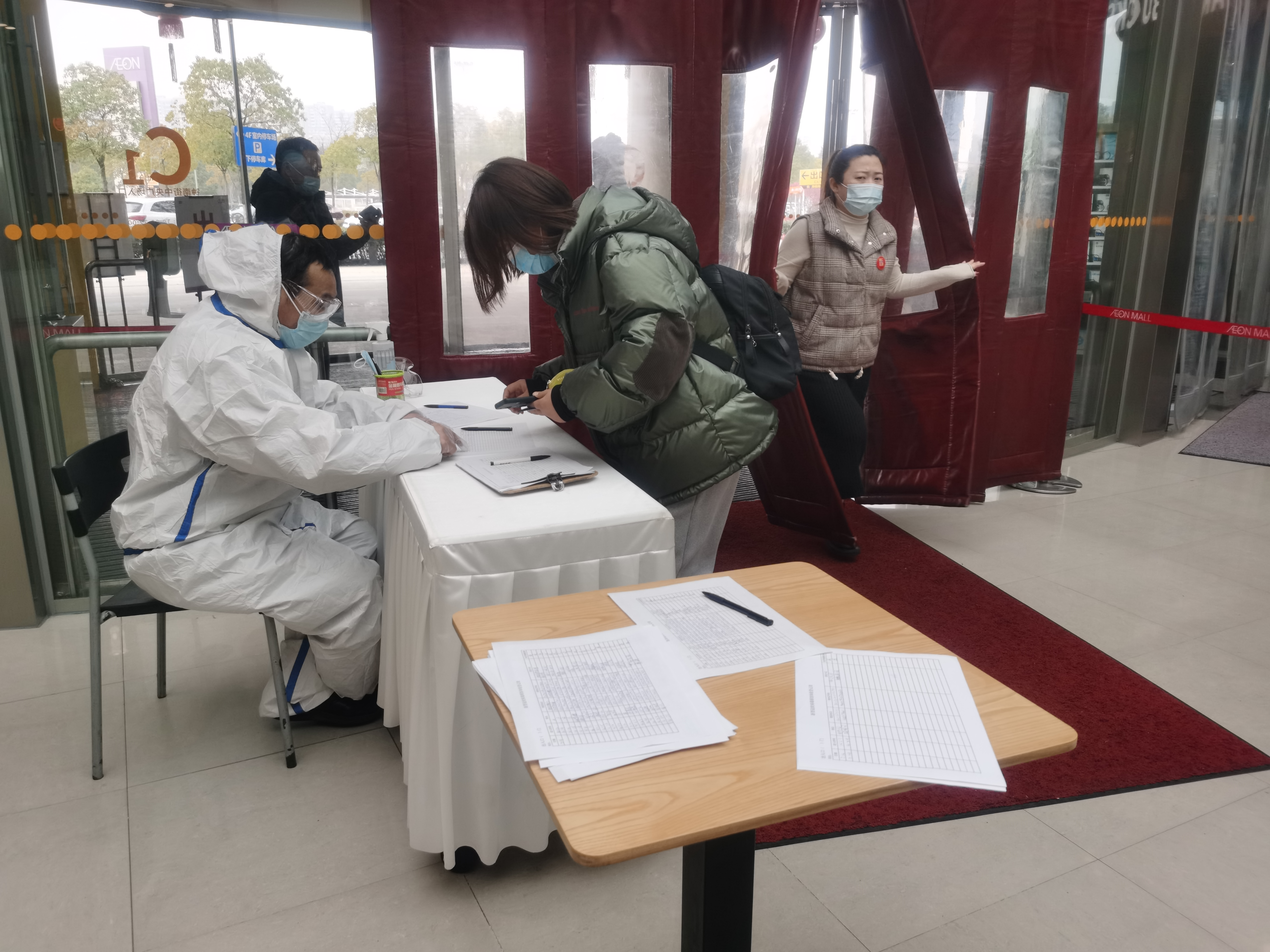
苏州园区永旺梦乐城内的防疫检查，顾客须出示健康码、核酸检测凭证，并在入口处登记个人信息

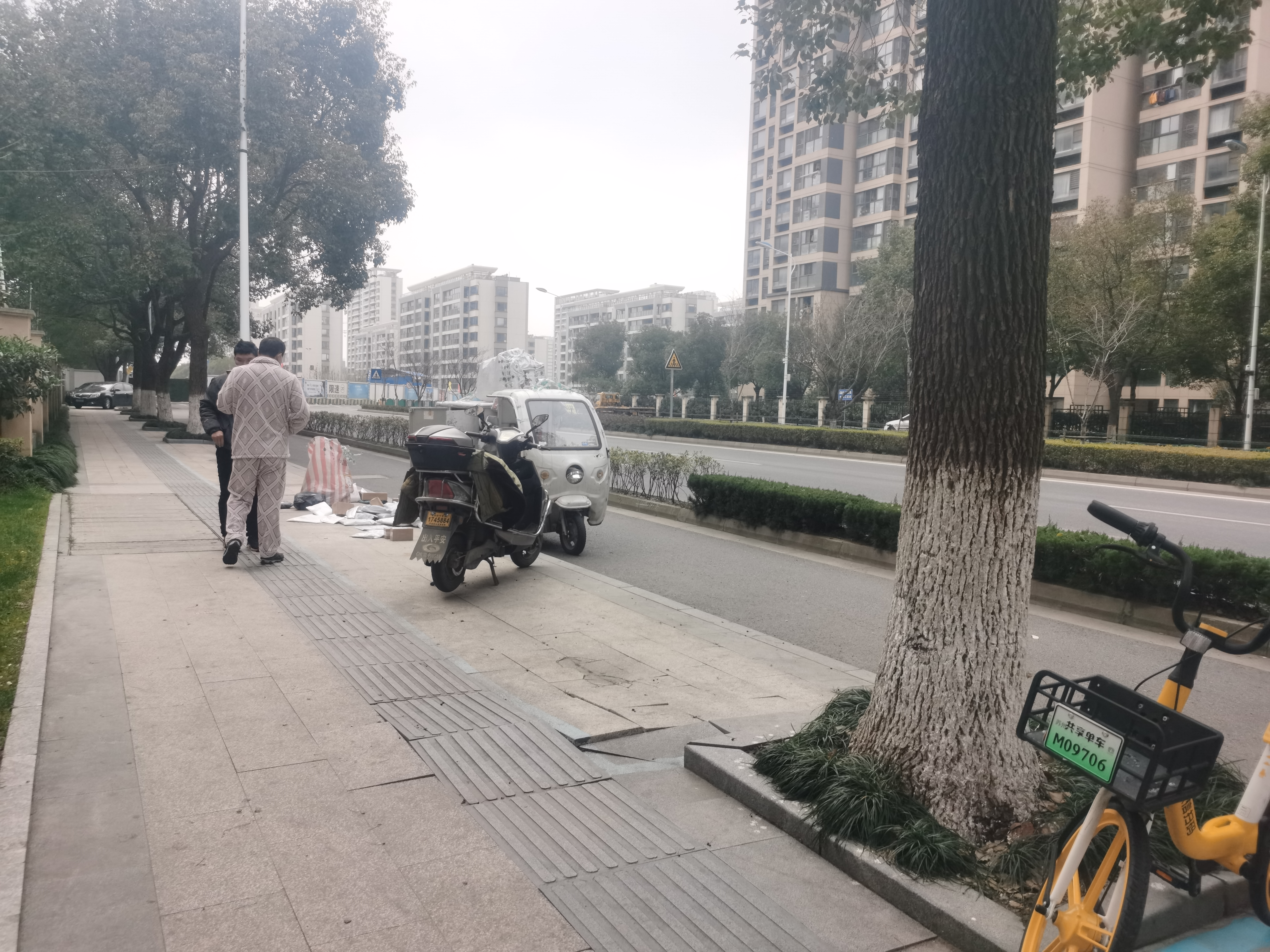
受本轮疫情影响，苏州工业园区内各小区恢复“无接触配送”模式，居民需前往小区门口处收取快递

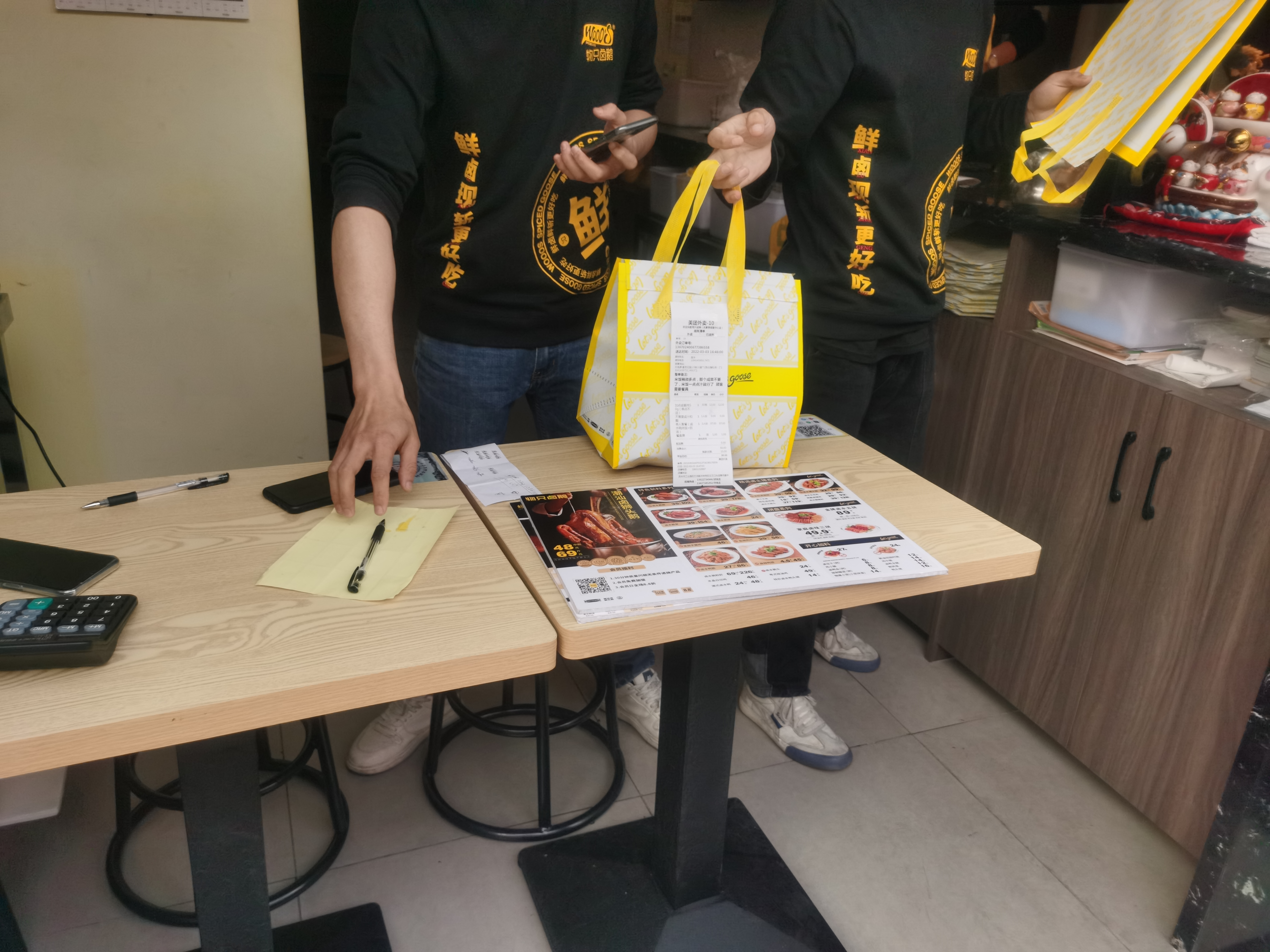
因苏州工业园区全域列为防范区，餐饮单位暂停堂食，仅提供打包和外卖服务，图为一餐厅门口处待领取的外卖

2月14日凌晨，苏州市疫情防控指挥部发布通告，全市各类公众聚集性活动取消，电影院、棋牌室、网吧、KTV、游戏厅、酒吧等密闭场所暂时关闭；零售药店全面暂停退热、止咳、抗病毒、抗菌素类药品销售；建议有条件者居家办公。受此次疫情影响，苏州多地旅游景区、文化设施暂停开放，文艺演出取消。苏州市对养老机构、社区居家养老服务设施实施封闭管理，暂停家属探视，此外运往苏州的快递及邮件可能会出现延误。
疫情发生后，苏州市制定生活必需品保供应急方案，累计发放1万多张防疫期间生活必需品“货运通行证”。农贸市场和超市的商品供应与平时无异，而批发市场应急保供量按“三级预警”界限分档控制，确保正常到货，日上市量一旦低于一定数值启动保供应急预案。为应对疫情突发紧急事件，维护民生商品、防疫物资以及相关服务的市场价格秩序，苏州市市场监督管理局发布《关于进一步规范价格行为的提醒函》，要求经营者遵守法律法规，不得出现囤积居奇、哄抬价格、串通涨价、垄断价格等扰乱市场价格秩序和生产经营秩序的行为。对于居住于封控区、管控区的居民，当地亦与多家大型商超合作，为封控楼栋居民提供“蔬菜生鲜包”。而姑苏区则为集中隔离的民众赠送人文主题书籍，免费开通有线电视收费频道，并免费赠送视频网站的会员服务。也有一些集中隔离的民众被政府安排入住豪华酒店，免费提供一日三餐、矿泉水、消毒湿巾及增强免疫力的中药汤剂。
2月17日，苏州工业园区发布关于进一步加强社会面管控的通告，要求居民自觉做到少出门、不串门、不扎堆、不聚集，规范佩戴口罩，主动配合、参与区域核酸检测；控制餐馆、公共食堂经营规模和营业时间，必要时暂停堂食。2月18日，相城区发布通告，餐馆、公共食堂暂停堂食。2月19日，苏州市市场监督管理局发布通告，要求疫情期间食品生产经营单位从业人员须持48小时内核酸检测阴性报告方可上岗，网络餐饮服务第三方平台和入网商户在送餐环节实施“无接触配送”，落实“食安封签”“安心追溯卡”等保障措施。截至当日，姑苏区、相城区、常熟市等多地明确控制餐馆、公共食堂经营规模和营业时间，暂停堂食。受疫情影响，苏州多家商场、购物中心暂停营业。
由于本轮疫情正值情人节，一些经营鲜花的门店的生意受到影响，另外有客人也取消了情人节当天已预定的酒店客房。尽管酒店正常营业，但客人入住时也需凭核酸检测证明，已办理入住手续的客人也要按照辖区防疫指挥部相关要求进行核酸检测。另外位于吴江区盛泽镇的凤凰荟购物中心也因疫情紧急封闭，同时启动全员核酸检测。有大量顾客在此滞留过夜，商户为顾客免费提供小床和座椅供顾客睡觉，部分餐饮商户更为顾客免费用餐。

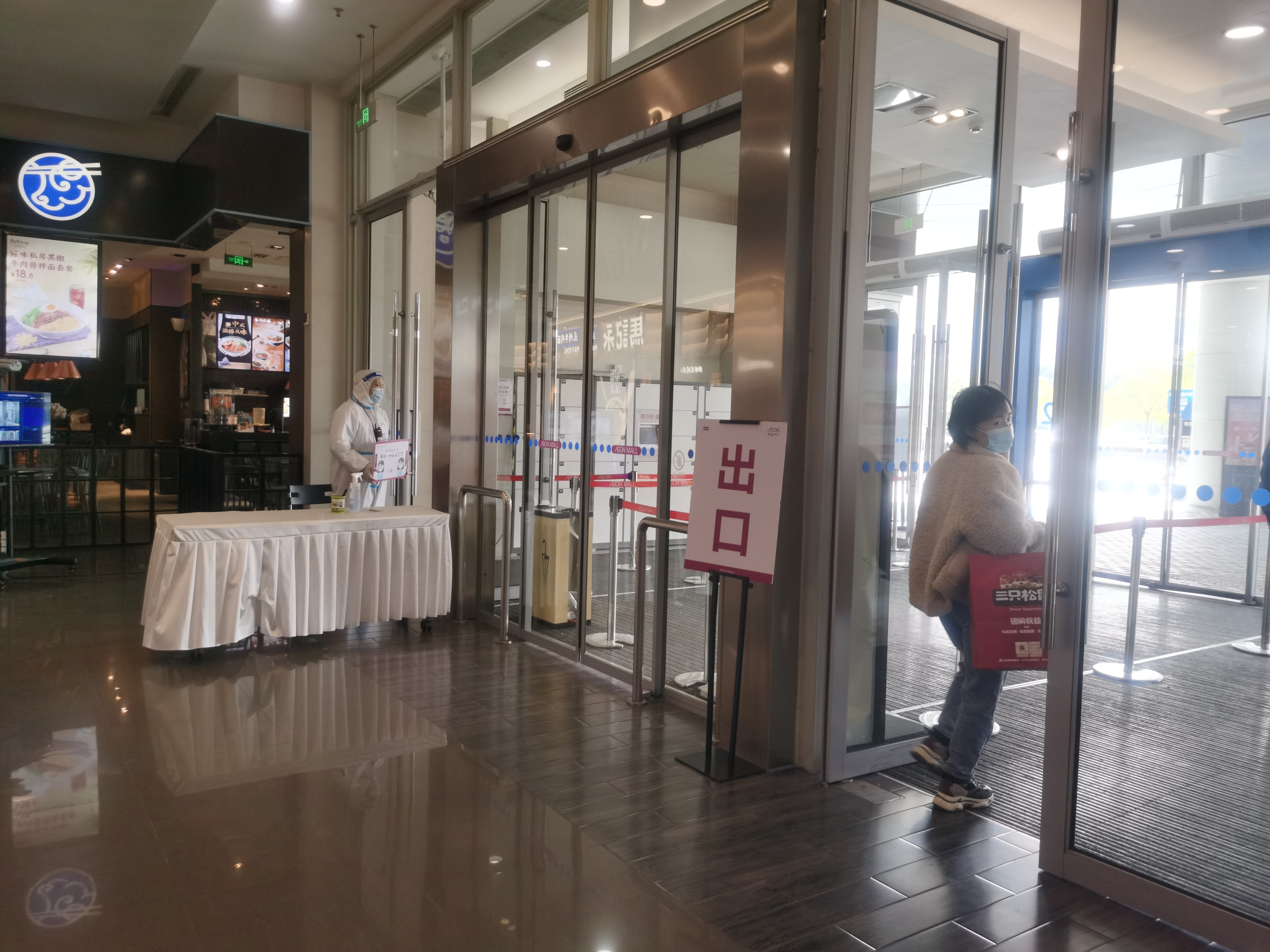
恢复营业后的苏州园区永旺梦乐城，入口处保安着医用防护服上岗

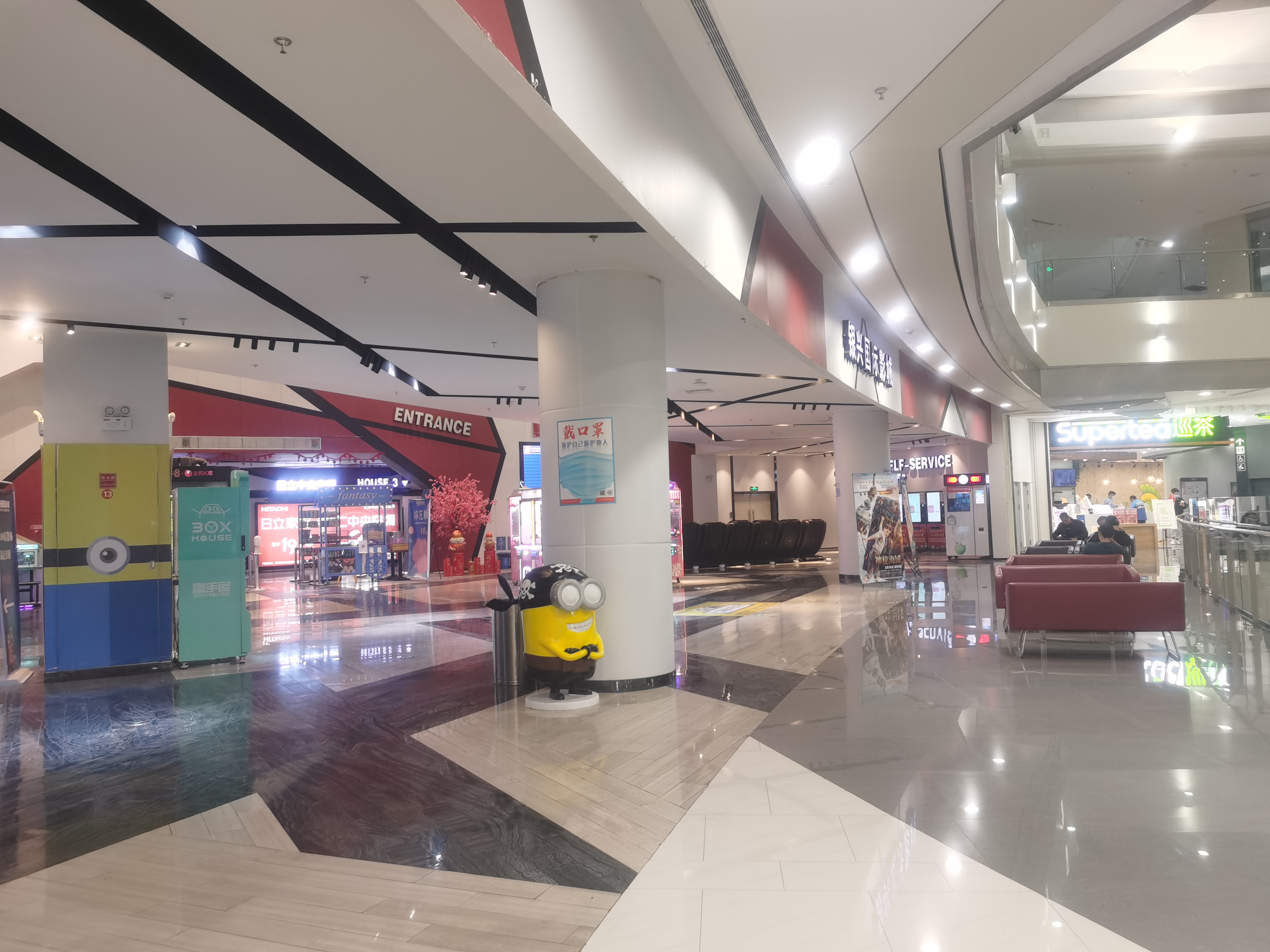
3月9日，苏州各大电影院恢复开放

2月下旬开始，苏州多个旅游景区恢复开放，部分商场恢复营业。根据防疫要求，进入场所除佩戴口罩、出示健康码、行程卡外，还需提供核酸检测阴性证明。景区封闭场所景点暂不开放。3月3日，随着常熟市中风险地区清零，全市餐饮单位恢复堂食服务，景区室内场所、文博体育场馆恢复开放。3月8日起，苏州工业园区全面恢复堂食。
3月9日，苏州市养老机构解除封闭管理、恢复预约探视。

##### 医疗服务
2月13日晚起，苏州大学附属儿童医院、苏州工业园区星湖医院、苏州市立医院本部（产科急诊除外）、苏州市中医医院、苏州市中西医结合医院暂停门急诊服务；江苏盛泽医院、苏州九龙医院暂停发热门诊服务。与此同时，苏州市自2月14日起暂停儿童和成人预防接种（含新冠病毒疫苗接种）服务。2月16日起，苏州市各诊所、门诊部全部停诊，口腔科、眼科、耳鼻喉科、整形（美容）科、健康体检等专科医疗机构与综合医院内相关专科非必需诊疗项目全部暂停，只保留必要的急诊服务。
3月2日起，昆山市、太仓市全面恢复预防接种服务，其他市（区）根据辖区疫情现况，逐步恢复除中高风险地区、封控区和管控区以外的预防接种门诊服务。3月9日起，苏州全市有序恢复预防接种门诊服务。
3月8日起，苏州市恢复医疗机构诊疗服务，口腔科、眼科、耳鼻喉科、整形（美容）科、择期手术、体检等医疗服务可全面向患者提供。诊所、门诊部等医疗机构经属地卫生健康行政（主管）部门检查通过后，可全面恢复正常医疗服务。

##### 工厂生产
本轮疫情中，和艦、京隆科技均被爆出員工確診，截至2月19日共有17名员工确认感染（11名确诊、6名无症状），其中台胞4名（2名确诊、2名无症状），隔离人员1251名。两家工厂已暫停生產活動，预计会影响微控制器、電源管理晶片等供應，包括聯詠、矽力杰、中穎電子、紫光展銳等相關企业均会受到影響。不过上述公司的母公司聯電、京元電均表示，疫情對公司的財務業務並無重大影響。此外博世公司表示，预期在苏州的制造和后期作业会受到短期的冲击，苏州办公室的工作人员已经全部回家办公。截至2月21日，苏州市企业复产率超93%。至3月3日，苏州近1.2万家规上工业企业节后复工率超99%，员工复岗率超95%。
2月23日，苏州市工信局局长万利介绍，截至2月22日，全市规上工业企业中，有11家虽已复工但因员工涉及本轮疫情临时停工，主要集中在工业园区；另有13家企业暂未复工，其他规上企业均在正常生产。除临时停工企业以外，本轮疫情导致一定程度的物流不畅，对部分产业链供应链上下游企业有一定的滞后性影响，部分中小企业也反映疫情形势下招工较难。市工信局也督促企业从严从实抓好疫情防控工作。

##### 学校教育
基础教育方面，2月14日凌晨，苏州市疫情防控指挥部发布通告，全市中小学校、幼儿园暂缓开学，线下培训机构一律暂停。在宣布暂缓开学的前一天原本为全市中小学校、幼儿园的开学日，但当晚家长已接获学校通知，因疫情影响暂停线下教学活动，改为线上教学。苏州市教育科学研究院共设计中小学12个年级20门学科暂缓开学课程，聘请首批200多位名特优骨干教师共计执教468节线上课程。截至2月17日12时，苏州市共有135.36万学生参与线上教学，累计观看市级课程3396万人次。2月19日，苏州市教育考试院宣布决定推迟苏州市区2022年度中考报名时间。
高等教育方面，2月14日，苏州科技大学和苏州大学相继发布通知推迟返校，并于21日开始线上教学；苏州市职业大学、常熟理工学院也宣布推迟返校，21日起按照原有教学计划开展线上教学。
3月7日，苏州市教育局发布消息，当天苏州全市初三、高三年级启动复学准备工作，学生陆续返校参加教学衔接，校内生活衔接等教辅活动，3月9日初三、高三学生正式开学。小学各年级，初一、初二、高一、高二年级，中职学校和技工学校拟于3月14日开学。幼儿园（含托育机构）拟于3月17日开学。学科类培训机构在相应年级开学后，可恢复线下培训。非学科类培训机构在幼儿园开学后，可恢复线下培训。外籍人员子女学校开学时间不早于同学段开学时间。而毗邻上海的昆山市花桥镇则因上海本土疫情影响，除初三、高三学段外，其余中小学校学段、幼儿园（托育机构）暂缓开学，已开学的初三、高三学段实行疫情防控闭环管理。3月14日凌晨，苏州市发布通告，称鉴于疫情形势严峻复杂，原计划3月14日复课的苏州全市中学初一、初二、高一、高二年级，小学和中职院校、技工学校，及3月17日开学的全市幼儿园（含托育机构），暂缓复课；高三、初三年级在继续做好闭环管理，进一步加强防疫措施前提下，暂不停课。

##### 司法工作
2月15日，苏州市中级人民法院发布通告，对诉讼服务、案件审理和申诉信访等事项作出调整，暂停线下开庭、调查、听证等诉讼活动，转为线上进行。苏州市中院诉讼服务中心及苏州知识产权法庭、苏州国际商事法庭诉讼服务区域暂时关闭，诉讼服务可通过网络、邮寄、电话进行。

##### 交通应对

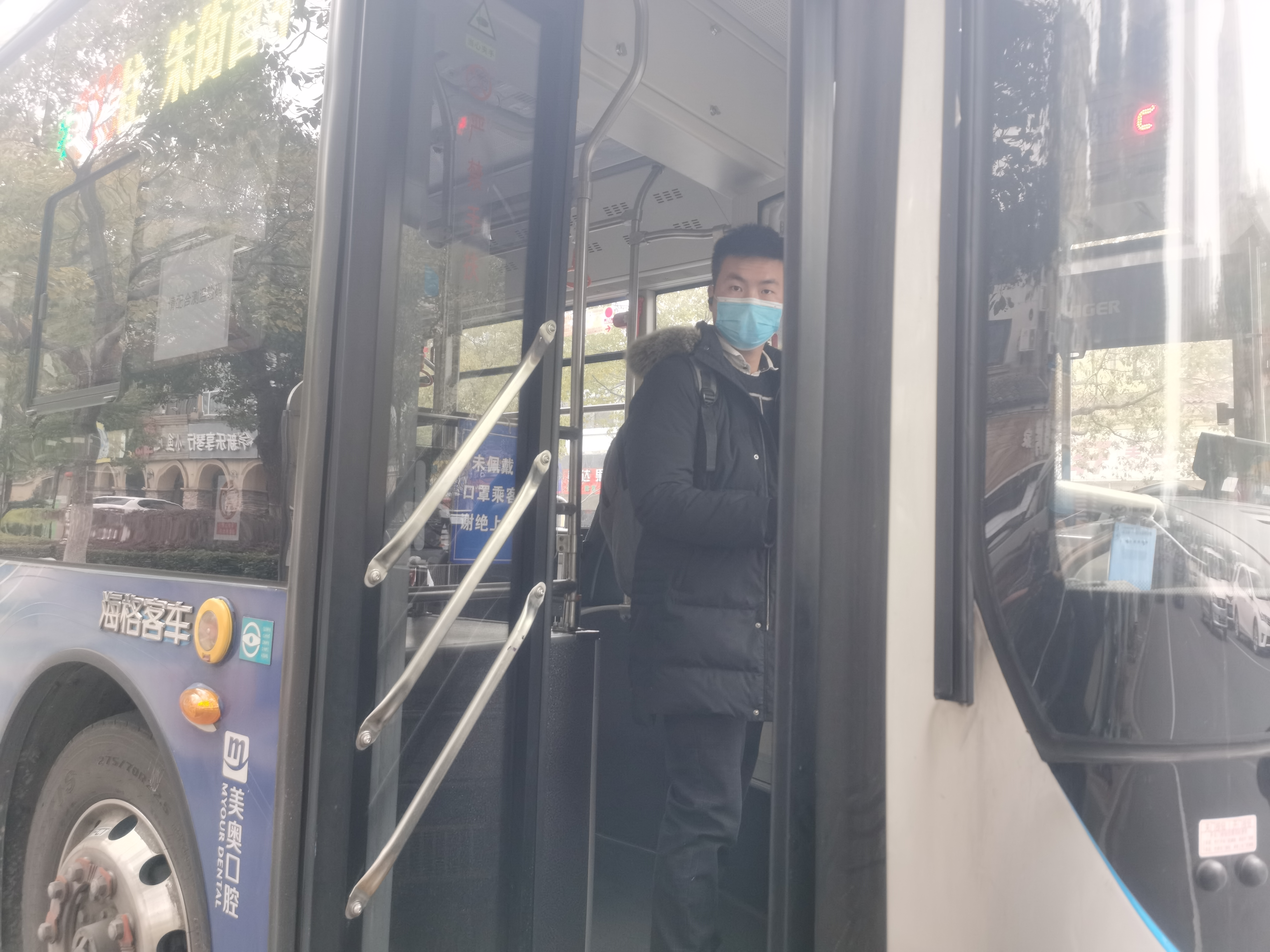
自2月14日起，所有搭乘公交车的乘客须出示健康码并测量体温

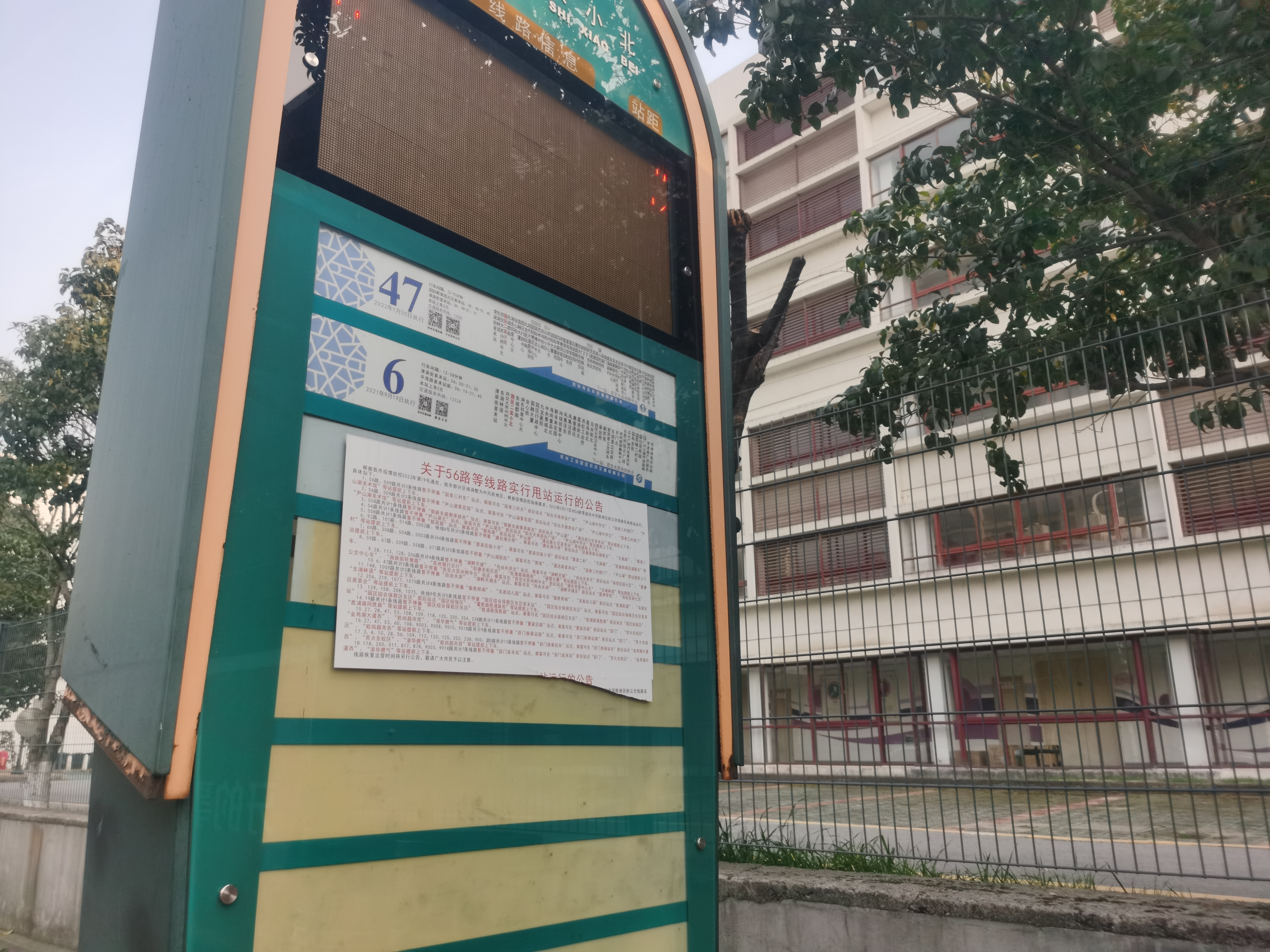
公交站张贴有对途经中风险地区的公交线路实施甩站运行的通告

2月14日，苏州市发布通告明确加强交通管控的相关措施，建议市民非必要不离开苏州，尽量减少出行。同日晚苏州市再次发布通告，建议市民非必要不外出、非紧急不离苏。
公共交通方面，苏州市加强市内公共交通工具的防疫措施，乘客乘坐公共交通工具时需出示健康码绿码及测温，全程佩戴口罩。服务学校范围的公交线路由于暂缓开学暂缓恢复运营，省市际毗邻公交线路同时暂停服务。为应对此次疫情，苏州对划定为封控区及周边的公共交通服务暂停，对途经中高风险地区的公交线路实施甩站运行；同时提高首末站站点消毒及通风频次，由原每日2次消毒改为每6小时消毒一次，通风由原每4小时一次改为每2小时一次。
对外交通方面，自2月15日起，苏州关闭15个高速公路入口，设置31个高速公路离苏查验点，驾乘人员需持48小时内核酸检测阴性证明且健康码为绿码；暂停省市际道路客运班车、包车。通过铁路客运离开苏州的旅客，须严格检测体温并查验健康码、行程卡，均无异常方可进站乘车。自2月16日起，新增关闭18个高速公路入口、4个长江汽渡；增设32个交通防控查验点。调整后，苏州全市范围内共关闭37个交通通道；设置63个交通防控查验点，其中9个物流专用通道仅限货运车辆通行。从铁路客运离开苏州的旅客还需持有48小时内核酸检测阴性证明。截至2月20日，沪宁高速公路陆家入口恢复对货运车辆开放；同时三个高速公路入口关闭。调整后，苏州全市目前共设置查验点位65个，包括39个高速公路入口，23个普通国省干道省市际通道，太仓、张家港设置3个省市际农村道路和其他重要道路卡口查验点；关闭34个高速入口，4个长江汽渡。而随着疫情的受控，3月2日20时起，此前已暂时关闭的35个高速公路入口和4个长江汽渡恢复开放，同步设置交通防控查验点。3月5日起，苏州市内县际客运班线有序恢复。
在疫情全面控制后，3月9日，苏州市调整交通防控措施，包括：市域内各交通防控查验点全面解除对离开苏州车辆和人员的查验措施；对通过铁路客运离开苏州的旅客不再查验48小时内核酸检测阴性证明；恢复省市际客运班车、包车运营；恢复因疫情影响临时调整的市内公交线路，有序恢复省市际毗邻公交服务。

#### 南京市
2月15日，受疫情影响，夫子庙、老门东地区不举办元宵线下灯会，南京地铁取消一号线三山街站，三号线常府街站、夫子庙站、武定门站跳站封站。而进入夫子庙、老门东的人士也严格实行“双码准入”，需分两次扫描“预约码”和“苏康码”才能进入，同时根据人流情况，适时关闭大成殿、游船等景点设施。

#### 南通市
2月15日，南通市疫情防控指挥部发布通告，要求所有来（返）通人员第一时间向所在社区和单位报告；停止非必要聚集活动，原则上不开展线下节庆和大型会议、联欢、体育比赛等活动；景区内封闭式场所，室内文化场所，室内体育健身场所，娱乐场所，经营性服务场所按接待能力的50%实行限流。所有棋牌室、麻将室一律暂停开放。受此影响，南通森林野生动物园临时闭园，南通瑞慈医院暂停接诊，当地原计划举行的元宵灯谜游园会活动取消。同日晚，南通市加强离市管控，离开南通地区的旅客，须严格检测体温并查验健康码、行程卡，持有48小时内核酸检测阴性证明。
随着南通市疫情防控形势趋于稳定，2月24日，南通调整交通防控相关标准，离开南通地区的旅客不再提供48小时内核酸检测阴性证明。

#### 无锡市
2月15日，无锡市疫情防控指挥部发布通告，元宵佳节灯会、文艺演出等线下活动取消。家庭聚餐聚会不超过10人，承办5桌以上宴会要向属地指挥部报备。全市室内文化场所，室内体育健身场所，娱乐场所，经营性服务场所按接待能力的50%实行限流。截至2月15日16时，已排查密接人员482人，均已完成采样，结果待出。已采集环境样本140份，已出结果110份，均为阴性，其中无锡师范附属小学同班级45人及环境样本检测均为阴性。
2月17日，无锡市发布通告，称鉴于疫情形势严峻复杂，当地各类线下节庆、会展、促销、商演等公众聚集性活动取消，关闭影剧院、网吧、酒吧、KTV、歌舞厅、游戏游艺厅等密闭场所，继续关闭棋牌室、麻将馆；梁溪、锡山区域内幼儿园、小学、初中暂停线下教学；暂停药店销售退热、止咳、抗病毒、抗生素类药品；强化公共交通管控，乘客需全程佩戴口罩，上车时须测温及出示健康码；计划开展部分区域全员核酸检测。同日，无锡市正式启用火眼实验室。无锡服装企业海澜之家也紧急筹备总价值超1129万元人民币的1万余件羽绒服捐赠给抗疫一线工作人员。
无锡市发现无症状感染者后，其所居住的小区实行封控管理，当地居民收到的防疫物资包括车厘子和奶油草莓，引发网民关注，調侃封控小區防疫物資開始「內捲」；也有被封控小区的儿童收到北京冬奥会吉祥物冰墩墩玩具。
随着疫情得到控制，无锡市疫情防控指挥部于2月27日发布通告，自2月28日起梁溪、锡山区域内幼儿园、小学、初中可恢复线下教学，返校具体时间由学校根据属地和上级主管部门要求另行通知，市区符合规定的校外培训机构可恢复线下培训活动。前期暂停营业的影剧院、网吧、酒吧、KTV、歌舞厅、游戏游艺厅等经营场所可按不超过50%核定容量有序恢复开放，棋牌室、麻将馆继续暂停营业。零售药店恢复销售“退热、止咳、抗病毒、抗生素”等药品。

#### 其他地市
由于本轮疫情正值元宵节，因此江苏多地取消元宵节相关活动，例如盐城市原定15日举行的盐镇水街元宵节相关活动取消；原定15日在连云港盐河巷、民主路老街、陇海步行街举办的海州商业街“我们的节日·元宵”系列活动取消。为满足民众元宵夜观灯的传统习俗，各景区也陆续推出线上直播观灯、购灯服务。
2月21日，靖江市公安局发布通报，一名陈姓男子于2月13日从苏州中风险区返回靖江市后，获知社区及学校正在动员申报疫情风险区旅居史。陈某故意隐瞒一家五口苏州中风险区行程，且向孩子所在的幼儿园提供虚假行程信息，其行为已涉嫌违反《中华人民共和国治安管理处罚法》第五十条第一款。2月18日，靖江市警方对其立案调查。因涉案当事人正在采取隔离措施，隔离解除后，警方将及时执行治安拘留。同日，海安市公安局发布通报，高某某于2月13日从苏州返海入学，其监护人高某获知社区及学校正在动员申报疫区旅居史。高某故意隐瞒苏州疫区的行程，向孩子所在的幼儿园提供虚假行程信息，其行为已涉嫌违反《中华人民共和国治安管理处罚法》第五十条第一款之规定。2月21日，海安市警方对高某立案调查并依法予以行政处罚。2月22日，泰州警方通报，泰兴市居民吴某携一家三口于2月14日从苏州市工业园区回泰后，违反严格健康监测、居家健康监测规定，私自外出并出入人员密集场所，涉嫌违反《中华人民共和国治安管理处罚法》第五十条第一款第（一）项。2月18日，苏州市疾控中心向泰兴市疾控中心发出协查函，该居民及家庭成员被判定为苏州市一确诊病例的密切接触者。泰兴市疫情防控指挥部将吴某等人转移至隔离点集中医学观察。泰兴警方已对此介入调查，因疫情管控，待涉案当事人解除隔离后，将及时依法对其作出处罚。

### 上海市
上海与苏州毗邻，人员往来频繁。受本轮疫情影响，原本两地人员的正常往来将受到一定限制。2月14日12时起，因苏州市发生本土疫情，上海轨道交通11号线花桥段（兆丰路站、光明路站、花桥站）再次暂停运营。上海市道路运输局决定，暂停上海至苏州地区毗邻公交跨境经营、省际班车客运、省际包车客运业务；暂停承接所有网约车、巡游出租车出市境业务。高风险地区货运车辆和人员不来沪，中风险地区货运车辆和人员建议不来沪，确需来沪的提供48小时核酸证明。
考虑到沪苏两地通勤的市民，经上海、昆山两地协调，自2月14日16：30起至11号线运营结束，昆山公交在安亭站派遣15辆公交车进行接驳，途经兆丰路站、光明路站、花桥站。因花桥段暂停运营，安亭站高峰客流量出现大幅增长的情况。由于接驳车仅限于2月14日提供服务，故安亭站加派工作人员、志愿者，提示乘客步行至兆丰路站公交枢纽点换乘昆山市内公交。而与昆山毗邻的嘉定区各社区对近期有苏州旅居史的人员进行排查，相关人员需履行社区健康管理义务。部分须接受社区健康管理的通勤人员临时改为居家办公；嘉定区各医院核酸检测点采样量骤增，其中东方肝胆外科医院安亭院区为安亭镇唯一一家开设24小时核酸检测的医院，自苏州发生本土疫情后，核酸检测人数大幅上升，部分是曾经去过苏州的市民。安亭医院核酸检测点开放了5个窗口，并为去过苏州的人群开设指定通道。而从2月16日起，嘉定区开始严格实施入沪验码核查。和静路、昌吉路等地面分流道口封闭，曹安公路安亭检查站车流出现增加的迹象。青浦区与苏州毗邻的各社区也加强省界道口管理，排摸对于来自或途经中高风险地区的来沪返沪人员并加强健康管理。
2月17日，上海各学校开始排查有苏州旅居史的学生，根据上海市防疫要求，如学生有相关旅居史和接触史需暂缓返校。

### 浙江省
因浙江省嘉兴市北与苏州毗邻，鉴于本轮疫情形势严峻复杂，自2月14日16时起，秀洲区王江泾镇、新塍镇进行区域全员核酸检测。当地同时对部分交通路线和部分场所采取暂停措施。嘉善至苏州、无锡、昆山及示范区5路班线临时停运，嘉善县公交310路缩线至嘉善县内。2月15日，秀洲区发布通告，王江泾镇、新塍镇居民非必要不离镇，必须离镇的，需持48小时内核酸检测阴性报告；暂时关闭室内密闭休闲娱乐公共场所；暂时关闭宗教（民间信仰）场所。全区学校、幼儿园、养老机构、儿童福利机构、护理院、精神病院、监所等特殊场所封闭管理，暂停探视；全区景区（景点）、图书馆、美术馆、博物馆、影剧院、体育馆、网吧等公共文化场所接待人数不得超过核定人数的50％；全区暂停与苏州市跨城公交服务和出租车、网约车跨市运输业务；非必要不举办聚集性活动，原则上不举办跨省、跨市性会议等聚集性活动。全区暂缓举办或取消演唱会、音乐会、体育赛事、宗教信仰、展览展销等公众聚集性活动。各类会议、活动规模原则上控制在100人以下。饭店、餐馆堂食按容量50%控制人数，鼓励顾客打包带走消费。截至2月15日20时，秀洲区王江泾镇、新塍镇累计核酸采样187782人，检测结果均为阴性。2月16日，王江泾镇、新塍镇居民离镇政策调整，健康码非绿码的人员不得离镇，行程卡带“*”号且健康码为“绿码”的人员需持48小时内核酸检测阴性报告。另外，有苏州市中风险地区所在街道旅居史的人员暂缓进入秀洲区，已进入的人员须实行“14+7”管控措施。同日起，秀洲区暂停运营进入苏州吴江区的公交线路。常台高速公路乍浦方向秀洲出口逢车必检，申嘉湖高速公路嘉兴段收费站出口广场设置疫情查控点4个。嘉兴汽车北站暂停发往苏州地区各车站的班次，同时暂停发往东台、常州、宜兴的班次。

### 中国内地其他城市
因本轮疫情严峻，中国内地多地发出通知，要求对所有在苏州市停留过的人员向所在社区（村居）或入住酒店报告，配合当地疫情防控措施。

### 澳门特别行政区
2月16日，澳门特区政府新型冠状病毒感染应变协调中心宣布，自2月17日1时起，曾经到过江苏省部分地区的入境及已入境人士须按照卫生当局的要求在指定地点接受医学观察至离开当地后14天但最短不少于7天。截至3月16日，澳门新型冠状病毒感染应变协调中心不再对曾经到过受本轮疫情影响的地点的入境及已入境人士采取不同级别的防疫措施。

## 事件

### 感染者被曝“到酒店开房偷情”
2月15日，苏州官方通报一无症状感染者轨迹曾多次去过独墅湖桔子酒店，被网民臆测“到酒店开房偷情”，随后苏州市疫情防控指挥部工作人员表示否认。桔子酒店工作人员表示，曾有无症状感染者到访酒店，并未进入酒店房间，只是在酒店接了朋友，随后便离开了酒店。而酒店的环境及工作人员核酸检测均为阴性。

### 强制征用学生宿舍事件
在本轮疫情中，有网民发帖称，苏州工业园区有强制征用学生宿舍的问题。2月16日，在苏州市疫情防控工作新闻发布会上，苏州工业园区管委会副主任姚文蕾介绍，2月15日园区疫情防控指挥部发出了有关征用房屋的通知，相关单位在接到相关通知后，认为文华公寓1号楼、2号楼房间数量较多，其所处的位置在西交利物浦大学校外，公司向指挥部推荐并确定征用文华公寓1号楼、2号楼作为隔离设施，在征用的过程当中虽已向搬运公司下发了搬运指南，但仍存在管理不到位、工作有疏漏、物品无序搬运等问题，引起了大学生们的议论和不满。园区疫情防控指挥部于2月16日凌晨通知上述公司立即停止征用学生宿舍，对少部分已经完成搬迁的宿舍，要求公司及相关工作人员稳妥有序地处理后续的事宜。

### 相关谣言
另外，有网民在微信群发布信息称，苏州市独墅湖医院正兴建方舱医院。该院负责人随后回应称，所谓新建“方舱医院”的位置实际上是新建的发热门诊，原有的发热门诊已作为该院二期工程用地。亦有网民在微信群、微博流传苏州工业园区将要“封城”，其后园区防疫指挥部澄清此为不实信息。
而随着2月下旬新增病例均来自永林社区集中隔离人员，有网民更发布了“永林社区一老太前5次核酸均未做，第6次检出阳性”、“永林新村有人翻墙外出感染他人”等信息，其后官方发布消息称上述信息均不实。苏州市疾控中心副主任、主任医师张钧介绍说，近期新增阳性感染者，均来自集中隔离人员，且未在老年人群中发现阳性感染者。